# Второе нашествие марсиан
«Второ́е наше́ствие марсиа́н» — сатирическая повесть Аркадия и Бориса Стругацких. Название отсылает к роману Герберта Уэллса «Война миров», а подзаголовок «Записки здравомыслящего» — к повести Н. В. Гоголя «Записки сумасшедшего». В содержательном отношении повесть описывает две недели из жизни провинциального учителя, бывшего свидетелем нашествия марсиан, которые непосредственно вообще не показаны. Литературный мир построен на том же приёме, что и предыдущая повесть Стругацких «Улитка на склоне»: реалистически прописанные психологически достоверные персонажи с их чувствами, мыслями и поступками помещены в условные обстоятельства (неизвестны ни время, ни страна, где разворачивается действие, у всех персонажей имена из древнегреческой мифологии). Повесть построена на антимещанском посыле, актуальном для советской фантастики 1960-х годов; авторы исследовали психологию «конформиста, уверенно дрейфующего в сторону коллаборационизма». По мнению редакторов полного собрания сочинений Стругацких С. Бондаренко и В. Казакова, «читателям не навязывается однозначное отношение к рассказанной истории, а предлагается выслушать и осмыслить самые разные точки зрения».
Ввиду подавления советскими литературными властями философской фантастики в 1960-е годы, рукопись «Второго нашествия марсиан» была отклонена московскими и ленинградскими журналами, и повесть вышла в Улан-Удэ в журнале «Байкал» (1967, № 1). Книжное издание в авторском сборнике 1968 года подверглось крайне некорректной критике, отголоски которой ощущались ещё в 1970-е годы. До начала перестройки «Второе нашествие…» переиздавалось только в 1983 году в Кишинёве, после 1989 года последовал ряд изданий; повесть включалась во все собрания сочинений Стругацких. После 1970 года «Второе нашествие марсиан» многократно переводилось на европейские языки, в 2014 году последовал перевод на китайский язык.

## Сюжет
Эпиграф: «О, этот проклятый конформистский мир!» — возможно, является контрапунктом к названию романа О. Хаксли «О дивный новый мир».
Повесть написана в форме дневника отставного учителя астрономии, этот дневник охватывает две недели (от 1 до 15 июня) из жизни тихого провинциального городка. Земные реалии нарочито абстрактны: имена всех персонажей и некоторые географические названия позаимствованы из древнегреческой мифологии. Главный герой — господин Аполлон — пожилой вдовец, любитель выпить, только что вышедший в отставку и постоянно хлопочущий о пенсии. Главная его забота — получить пенсию по наивысшей категории, ведь в противном случае он не сможет пополнять коллекцию марок, которой очень дорожит; кроме того, у Аполлона собственный дом и автомобиль. Под одной крышей с ним живут экономка Гермиона, дочь от покойной жены Артемида и зять — редактор городской газеты Харон, технократ и интеллектуал. Артемида не имеет детей, не слишком дорожит браком и крутит роман с молодым хлыщом — чиновником мэрии Никостратом.
Об истории города и страны известно немногое. Аполлон упоминает, что в пору его молодости «чёрные рубашки» гнали людей на войну и «лапали наших жён на наших же постелях», то есть страной правили фашисты. Он с Полифемом участвовал в войне где-то на севере («Полифем ударился в воспоминания, как мы с ним отражали в снегах танковую атаку»), и Аполлон как вечный неудачник попал в «котёл», а потом и в плен, где провёл три года. Самой серьёзной проблемой города является отсутствие централизованной канализации, поскольку городской золотарь Минотавр постоянно в запое, попадает со своей цистерной в самые разные неприятности: однажды въехал в ювелирную витрину, а затем в машину наркоторговца Лаомедонта и подрался с его шофёром, после задержания удрав из полицейского участка. Его нельзя подолгу держать в кутузке или отправить на принудительное лечение, ибо город утонет в нечистотах. Разбирательствами с Минотавром неизменно занят не блещущий умом городской полицейский Пандарей.
Ночью 1 июня происходят некие странные явления (что-то среднее между извержением вулкана и землетрясением), после чего постепенно распространяются слухи: сначала о военных учениях, затем о нападении «марсианцев». Марсиан никто не видел, однако горожане страшно перепугались. Все их страхи носят сугубо практический характер. Аполлон, например, интересуется, будет ли новое правительство выпускать марки и сколько они будут стоить. Через несколько дней объявлено, что в экономике огромную роль будет играть желудочный сок, который обязаны сдавать все взрослые граждане, причём за сок будут платить. Аполлону впервые в жизни повезло: в силу имеющихся у него хронических заболеваний его желудочный сок отнесён к высшей категории, и плата за него превышает сумму пенсии. Одновременно фермеров заставили извести все посевы пшеницы, выкупив весь урожай на корню; взамен неё мгновенно привезли семена и принудили сажать некий «синий хлеб», из которого можно гнать отличный самогон («синюховку», влияющую на качество желудочного сока). Новый урожай поспел буквально за две недели. Наркоторговля объявляется вне закона, местного мафиозо Лаомедонта избивают и арестовывают молодчики в одинаковых пальто. Впрочем, делается это не из-за неприязни марсиан к самому факту наркоторговли, а потому, что употребление наркотиков ухудшает качество желудочного сока. Протесты немногочисленной интеллигенции (поначалу создавшей вооружённые отряды Сопротивления) остаются гласом вопиющего в пустыне. Харон, участвовавший в боях против марсиан, даже получает от них автомобиль, конфискованный у наркоторговца. Вскоре марсиане объявляют о роспуске вооружённых сил и строительстве в городе канализации (Минотавра марсиане арестовали, а затем вылечили от алкоголизма). Когда марсиане приказали изъять из всех аптек наркотики, Аполлон и аптекарь Ахиллес были так поглощены спором о марках и выпивкой, что даже не заметили никаких инопланетян. В финале Аполлон спорит с Хароном, возглашающим конец цивилизации, проданной согражданами за стакан желудочного сока, и оформляет свои тезисы на бумаге:

…Красиво было, когда над городом символом мира и безопасности бесшумно прошли в вышине сияющие волшебным светом огромные летающие корабли — сразу видно, что не наши.

Свою речь я назову «Покой и уверенность» и отдам Харону в газету. Пусть только попробует не напечатать. Как это так, весь город за, а он один, видите ли, против! Не выйдет, дорогой зятёк, не выйдет!

## История создания и публикации

### Замысел и его осуществление

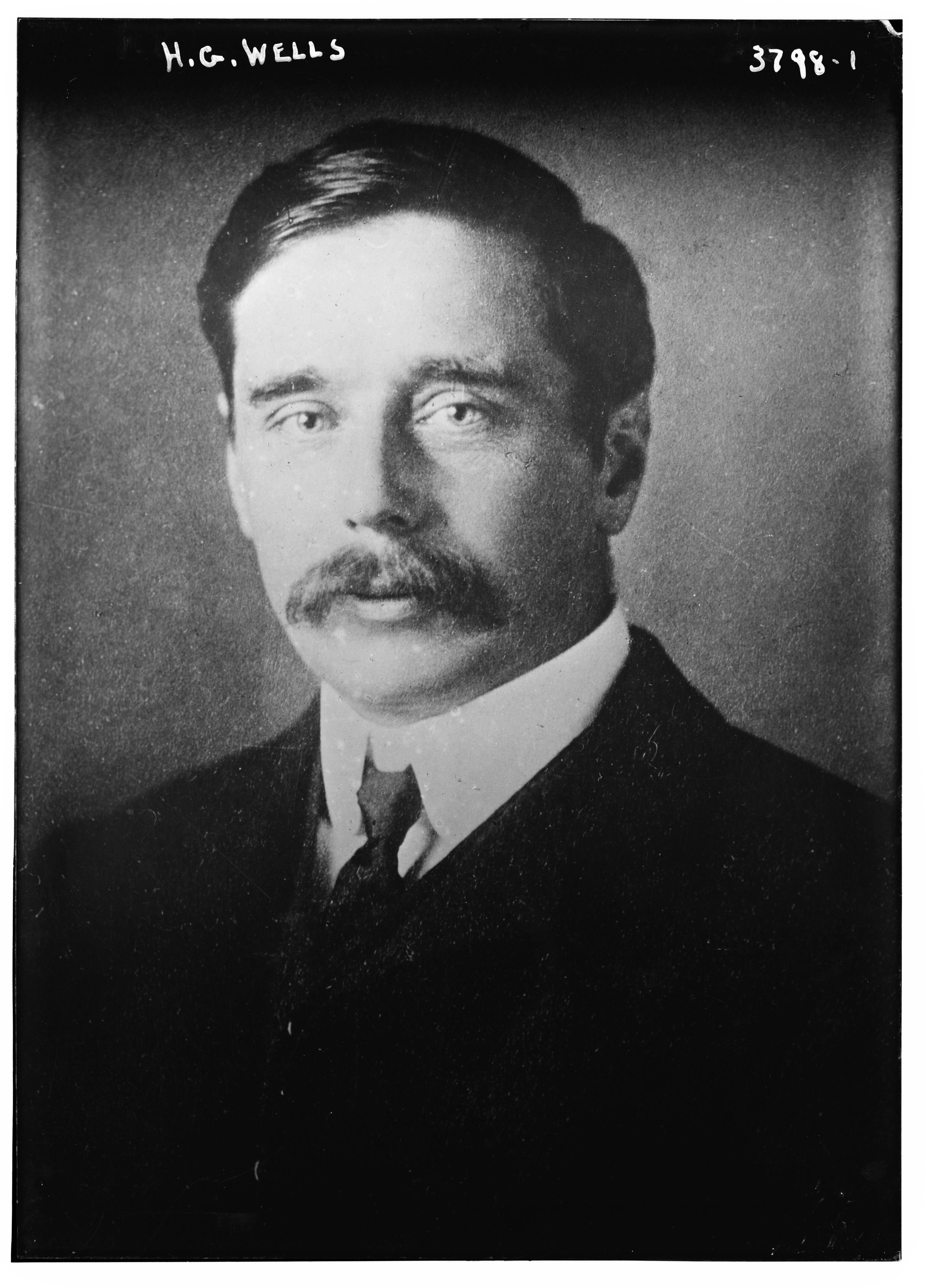
Герберт Уэллс (фото 1915 года)

Впервые название сюжета «Второе нашествие марсиан» появилось в рабочем дневнике братьев Стругацких 8 декабря 1965 года, когда они писали в доме творчества «Комарово» «Улитку на склоне». Сюжетные подробности фиксировались в записи от 20 декабря: главный герой являлся по замыслу почтальоном, ещё не зафиксировано никаких имён, но уже расставлены все главные узловые точки конфликта. Марсиане вообще не появляются, и их никто не видел, вся информация происходит из слухов, а глобальные события для главного героя заслонены адюльтером его дочери с чиновником городского магистрата, соперничеством в коллекционировании марок с соседом-аптекарем и хлопотами о пенсии. План «Нашествия» был составлен 21 декабря.
Обычная для соавторов акронимная аббревиатура «ВНМ» вновь появляется в переписке 2 марта 1966 года, когда они запланировали на апрель рабочую сессию и выбирали между «Нашествием» и «Гадкими лебедями». 6 марта братья решили писать «Второе нашествие» и разрабатывать подробный план «Гадких лебедей». В письме от 26 марта 1966 года Борис Стругацкий предлагал брату следующее (в контексте одновременного написания «Второго нашествия» и обдумывания «Гадких лебедей»):

Писать надо по принципу: «Чёрт знает, где, и чёрт знает, когда». Ещё точнее — по принципу: «везде и всегда». <…> В некие времена, в некоем царстве, некие люди… И писать о том, что по сути вечно. Надо решительно размежеваться с привычкой представлять всё в повести соотносительно с реальной хронологией и космографией. <…> Страны-символы, эпохи-символы, люди-символы — вот что надо, на мой взгляд. Причём при всей этой символичности — полнейший реализм вплоть до секущихся волос. По сути — это всё старые наши представления о создании миров в литературе, только надо создавать их максимально реалистическими и минимально романистическими. 
Дальнейшая часть письма, по сути, представляет собой литературный манифест. Борис Натанович прямо заявлял, что они «рвут последнюю пуповину» с классической фантастикой, так как отказываются отвлекаться на вымышленные («фальшивые») реалии. Метод классической фантастики соотносился с излюбленной формулой братьев «обыкновенный человек в необыкновенных обстоятельствах», требующей в фантастический мир поместить «человека нашего времени — наши глаза, нашу психику, наши знания». Однако этот приём неотделим от романтизма («исключительность происходящего, отстранённость от мяса, кала и эрекции, которые и создают реализм»), так как попавший в нереальный мир человек не может вести себя естественно («Он должен поражаться, а не совокупляться; стрелять, а не ковырять в носу; напряжённо разгадывать загадки, а не чесать яйца в рассуждении, куда бы это угрохать уйму времени»). То есть метод столкновения реального человека с нереальным миром по необходимости несёт в себе романтизм и ареализм; что и объясняет, почему Герберт Уэллс перешёл от «Острова доктора Моро» к «скучнейшим» бытовым романам (типа «Тоно-Бенге» и «Бэлпингтона Блепского»). По мнению Б. Стругацкого, Уэллс не мог не потерпеть неудачу, поскольку пытался «вносить крупномасштабную необычайность» в реальный мир, и оказывался в состоянии неустойчивости: «Либо побеждает необычайность, как в „Войне миров“, либо мир залавливает необычное, так что от него и следа не остаётся, как в „Тоно-Бенге“ или „Морской деве“». Стругацкие оказались на распутье: их не устраивали герои наподобие Руматы («Трудно быть богом») или Ивана Жилина («Хищные вещи века»), то есть персонажи-функции, служащие для некоторых сугубо сюжетных надобностей. «…Не может быть бэк-граунда у человека, который не может не поражаться всё время, не драться всё время, не разгадывать загадки всё время». Уэллс, оказавшись в подобной ситуации, отказался от фантастики, оставшись в русле реализма. Стругацкие осознали, что о будущем (пусть и конструируемом на сугубо научной основе) невозможно писать без романтизма. В «Улитке на склоне» братья решились на радикальный шаг: отрешиться от времени и пространства, что позволило сделать героя органической частью фантастического мира, не обязанного «непрерывно поражаться, шарахаться и натужно двигать сюжет. Не герой там двигает сюжет, разворачивая перед своими и читательскими глазами необычайный мир, а мир двигает героя, как своего реального члена, и сам разворачивается перед читателем в этом движении». В ответном письме от 28 марта Аркадий Стругацкий полностью соглашался с аргументами брата, добавляя: «Внешне это ещё ближе к методу Кафки, Камю и Ионеско: у них ведь тоже время-пространство одновременно и фантастические, и вымышленные, и зверски реальные».

### Написание и публикация
Борис Стругацкий писал в своём «Комментарии к пройденному»:

Ни одно, кажется, из произведений АБС не писалось так легко и весело, как эта повесть. Сама идея о вторжении марсиан (и вообще инопланетян) на Землю сегодняшнего дня интересовала авторов давно. В частности, эта идея промелькнула, скажем, в «Хищных вещах века»: Жилин там мрачно констатирует — для собственного сведения, — что в наши дни уэллсовским марсианам не понадобился бы ни тепловой луч, ни ядовитые газы, — достаточно было бы предложить человечеству иллюзорное бытие, человечество вполне созрело для того, чтобы погрузиться в виртуальную действительность немедленно и с охотой. Мысль о том, что современное нам человечество в массе своей настроено дьявольски конформистски и начисто лишено таких понятий, как ЦЕЛЬ, СМЫСЛ, НАЗНАЧЕНИЕ применительно ко всем людям сразу, — мысль эта неизбежно приводила к естественному сюжетному ходу: человечество не надо завоевывать — его можно без особого труда просто купить.
Работа над текстом началась с подробного плана, представленного на нескольких рукописных и машинописных страничках. На них указаны события пяти дней из жизни некоего персонажа, ещё не получившего имени. Событийный ряд точно соответствует будущему «Второму нашествию», но выводы из происходящего сводятся к эпиграфу «О, этот проклятый конформистский мир!». На последней странице плана в столбик написаны профессии персонажей и их имена; из этого списка в окончательный текст попал лишь господин Аполлон. В списке множество мифологических и исторических имён, в значительной степени римских, а не греческих. Список древнегреческих имён, представленных в окончательном тексте, приведен на отдельном листе. Многие исследователи и любители творчества Стругацких пытались установить, из каких источников и каких мифов взяты эти имена. Борис Стругацкий в 2005 году однозначно заявил, что авторской идеей было использовать имена, с одной стороны, вполне реальные, с другой же — абстрактные, то есть не привязанные ни к одной из существующих стран. Их источником явился «Мифологический словарь»; имена выбирались наугад, без подтекста, за редким исключением: одноногий в повести Полифем получил именование в честь мифологического циклопа. Письмо Аркадия Стругацкого брату 28 марта 1966 года завершалось словами: «Напишем ВНМ на высоком уровне!».

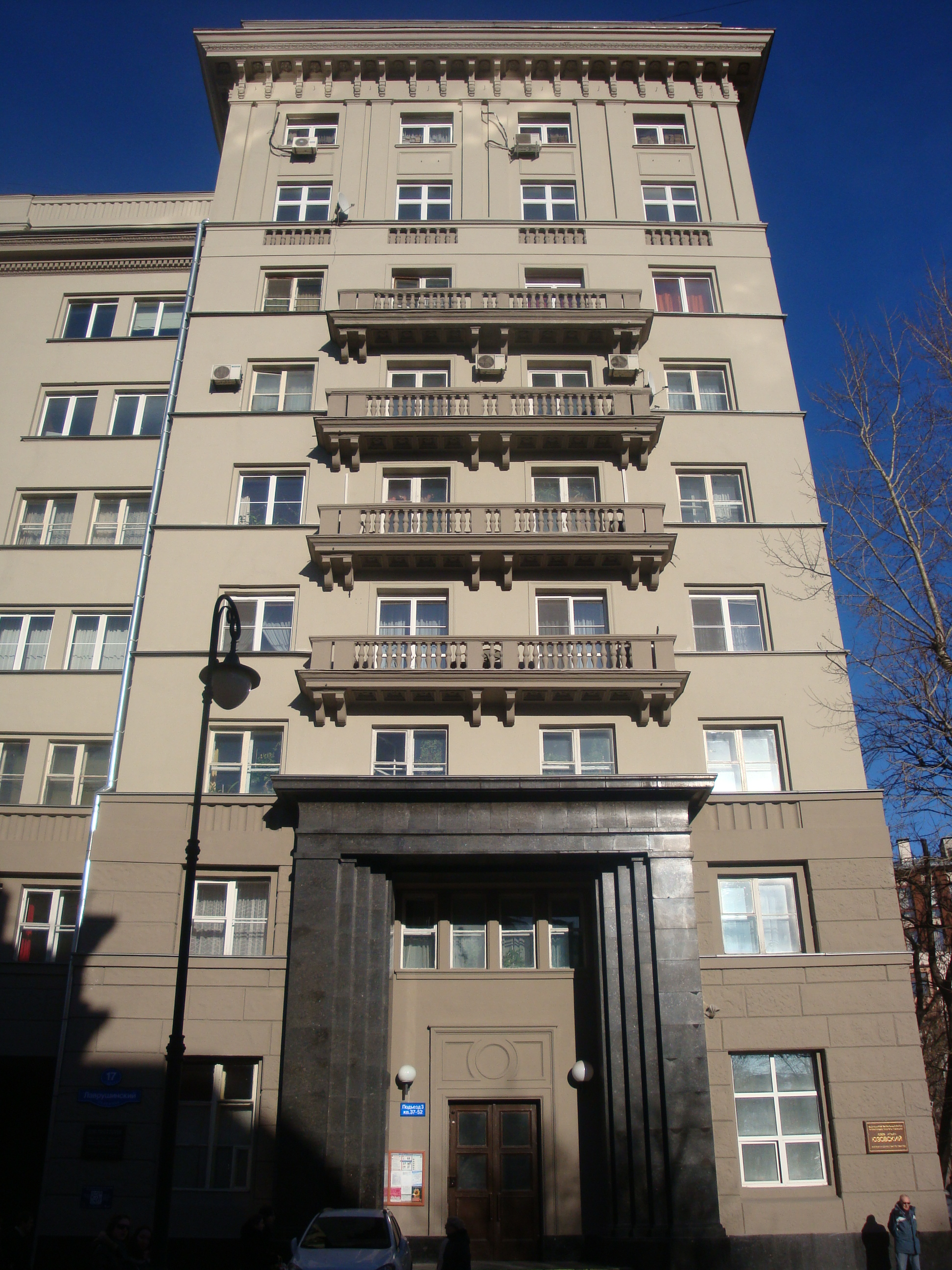
Вход в Дом творчества писателей в Комарово. Фото 2009 года

Черновик и беловик повести не сохранились. От черновиков в архиве осталось шесть страниц (со второй по седьмую) одного варианта и одна страница другого, начатая на обороте седьмой страницы предыдущего текста. Согласно рабочему дневнику, 4 апреля соавторы собрались в Доме творчества «Комарово» и в первый же день сделали 6 страниц текста; полностью черновик был закончен 15 апреля. Следующий день (16 апреля) помечен предельно откровенно: «Не работали. Пьянствовали. Нехорошо это. Плохо». Рабочая сессия тогда длилась до 18 апреля, так как включала доработку киносценария по повести «Трудно быть богом». Согласно позднейшим воспоминаниям Б. Стругацкого, черновик оказался настолько удачен, что было решено ничего в нём не менять. Сразу после окончания авторами работы над повестью редакция по фантастике издательства «Молодая гвардия» подверглась критической атаке в прессе; как были уверены сами Стругацкие, инициативной стороной выступил ЦК ВЛКСМ. Это грозило задержать публикацию повести, что для соавторов имело серьёзные финансовые последствия, так как в этот период оба писателя с семьями жили исключительно на литературные заработки. Впрочем, Аркадий Стругацкий откровенно писал брату, что располагает примерно тремя тысячами рублей на сберегательной книжке, а имеющиеся накопления и перспективы от гонораров за переводы позволят благополучно существовать не менее восьми месяцев. Предполагалось последовательно обращаться в редакции журналов, уже печатавших произведения Стругацких или рецензии на них, в частности «Знание — сила», «Знамени», «Смены», ленинградской «Невы». Аркадий Стругацкий был искренне убеждён в «безобидности» написанной соавторами повести. Борис Стругацкий после избрания Геннадия Гора главой секции фантастики в ленинградском отделении Союза писателей предложил для «Лениздата» сборник из «Улитки на склоне» и «Второго нашествия марсиан». 4 мая 1966 года Аркадий Стругацкий был избран с большим перевесом голосов членом бюро прозы Московского отделения Союза писателей, что давало некоторые репутационные преимущества и «административный ресурс».
7 июля 1966 года рукопись повести была подана в журнал «Звезда»; частным образом текст читали Ариадна Громова, Юрий Манин, Всеволод Ревич, редактор издательства Нина Беркова. Манину и Ревичу «Второе нашествие марсиан» не понравилось. Бориса Стругацкого такое отношение явно задело, и он писал брату: «Это не Бальзак, но скучным такое чтение я бы не назвал». Поскольку кампания в прессе против «Трудно быть богом», «Хищных вещей века» и «Улитки на склоне» не утихала, 20 июля соавторы решили обратиться на периферию — в журнал «Байкал». Впрочем, ещё 19 августа в переписке упоминалась возможность рассмотрения сборника из двух новых повестей («Улитки на склоне» и «Второго нашествия марсиан») в «Советском писателе». Рукопись в «Байкал» Аркадий Натанович отослал 3 сентября через Александра Горбовского, который и в дальнейшем осуществлял коммуникацию с Улан-Удэ. Так как к 14 октября новостей не последовало, рукопись была передана в «Молодую гвардию». 30 октября сборник «Лениздат» отклонил по формальному основанию: поскольку один из соавторов проживает в Москве, совместные произведения могут публиковаться только московскими издательствами. 3 декабря 1966 года издательство «Молодая гвардия» предложило Стругацким включить повесть в сборник «Фантастика. 1967 год». 8 декабря состоялось заседание отдела фантастики, на котором присутствовал А. Стругацкий: было решено включить «Второе нашествие марсиан» в сборник фантастики 1967 года, но заведующий С. Жемайтис предложил заменить все имена на англосаксонские («без открытых древнегреческих ассоциаций»). С 1967 года молодогвардейские сборники фантастики выпускались в одном томе, так как издательские мощности были перенаправлены на «Библиотеку фантастики». 27 декабря 1966 года А. Горбовский передал телеграмму из Бурятии, что «Второе нашествие…» в полном объёме включено в первый номер журнала «Байкал» за 1967 год.

### Издания
2 января 1967 года соавторы переписали имена персонажей «Второго нашествия марсиан» для готовящейся молодогвардейской публикации, однако дальнейшая судьба этого варианта неизвестна, никаких следов рукописи не обнаружено. Гранки для вычитки из журнала «Байкал» авторам не были высланы, поэтому в журнальном тексте имя полицейского Пандарея по всему тексту последовательно шло как «Пандерей»; первый номер вышел десятитысячным тиражом, как и планировалось, в конце января. «Молодая гвардия» включила повесть, помимо ежегодника фантастики, ещё и в авторский сборник «Гадкие лебеди», поставленный в план издательства на 1968 год. В апреле 1967 года по писательским организациям стали распространяться слухи о готовящейся в прессе новой кампании против философской фантастики; впрочем, лично у Стругацких оказались (неназванные) защитники в Отделе культуры ЦК КПСС. В преддверии готовящегося съезда писателей А. Н. Стругацкий общался с И. А. Ефремовым, который прямо сообщил, что «Улитка на склоне» и «Второе нашествие марсиан» вызывают у него «чисто физическое отвращение». Рукопись «Фантастики-67» поступила в цензуру 5 июля, и 14 июля главная редакция отклонила повесть. Тем не менее 27 октября 1967 года авторы получили от «Молодой гвардии» договор на авторский сборник, включающий «Второе нашествие…». Поскольку редакция не пропускала и «Гадкие лебеди», супруга Аркадия Натановича — Елена Ильинична Стругацкая — предложила поместить под одну обложку с «Вторым нашествием марсиан» повесть «Стажёры». Борис Стругацкий охарактеризовал этот вариант как «дикий, но денежный». Окончательно данный вариант был согласован с редакцией и лично С. Жемайтисом 4 ноября. 9 февраля 1968 года Аркадий сообщал младшему брату, что «сборник на мази». Вёрстка пришла 27 апреля 1968 года и была А. Н. Стругацким обозначена как «забавная». Книга вышла в свет 1 ноября 1968 года.
Авторский сборник «Стажёры. Второе нашествие марсиан» в обиходе (в том числе и самими авторами) именовался «перевёртышем». По словам С. Бондаренко и В. Курильского, это необычная для тогдашней полиграфической практики книга, которую можно было начинать читать с любой стороны (так называемый переплёт dos-à-dos), эту компоновку предложила Б. Клюева, узнав о существовании подобных изданий в США. Например, в 1957 году таким же образом в одном томе вышли «Саргассы в космосе» Андре Нортон и «Марионетки мироздания» Филипа Дика. Книга была иллюстрирована художником Григорием Перкелем, который также оформил суперобложку. По воспоминаниям Б. Клюевой, суперобложкой снабдили ничтожную часть тиража («вся редакция дружно обёртывала книги»), и к 2013 году считалось, что ни одного экземпляра её не сохранилось. Даже у Г. Перкеля остался только рисунок красной гуашью — изображение для стороны со «Вторым нашествием марсиан». Сам иллюстратор вспоминал, что проект ему нравился возможностью выйти за грань реальности, не подвергаясь обвинениям в сюрреализме или нонконформизме. Художник оформил две повести в принципиально разных стилях, передавая собственное впечатление от произведений: «гениальный бурлеск» «Второго нашествия марсиан» и серьёзность «скучнейшей» повести «Стажёры». Иллюстрации к «Стажёрам» по замыслу сообщали зрителю ощущение страха и неизвестности, нахождения во мраке космоса. Гуашь для суперобложки к этой повести была выполнена в чёрно-сине-зелёных тонах. Рисунки для «Второго нашествия» носили водевильный характер, художник представлял персонажей повести как актёров на сцене и в этом качестве обращался к читателю-зрителю. К 2016 году обнаружились экземпляры с сохранившейся суперобложкой.
По сравнению с вариантом журнала «Байкал» молодогвардейское издание сопровождалось рядом купюр. В самом начале повести исчезли упоминания внешних проявлений бурного романа Артемиды и Никострата («Разве я не знал, кто у нас в городе оставляет на женщинах такие пятна? Насмотрится нынешних фильмов и оставляет»). Из подробностей жизни господина Аполлона исчез его скандал с Гермионой из-за коньяка как средства от экземы. Трактирные воспоминания Полифема о войне изначально носили ещё более натуралистический характер («…пасть у тебя забита дерьмом, на тебя прут танки…»), а речь на «пятачке» он произносил со скамейки. Были и некоторые другие сокращения цензурного характера (например, что трактир посещают школяры и как они пытались прицепиться к марсианской машине). Текст «перевёртыша» использовался для единственного переиздания 1983 года — кишинёвского сборника «Жук в муравейнике»; в 1989—1990 годах повесть ещё несколько раз перепечатывалась и далее включалась во все собрания сочинений Стругацких. Для «чёрного» собрания сочинений первоисточником послужила публикация в журнале «Байкал», по которой удалось восстановить купюры книжных изданий и исправить ряд устоявшихся опечаток: малолитражка Полифема была не «индивидуальной», а «инвалидной», а вопрос Аполлона «Что с нами сделают?», приведший Харона в ярость, являлся «естественным», а не «единственным». Существовали опечатки и в журнальном тексте, исправленные в издании «Молодой гвардии». В полном собрании сочинений группы «Людены» повесть включена в 10-й том.

## Восприятие в советской и зарубежной критике

### Стругацкие, советская идеология и философская фантастика
Политолог Ю. Черняховская, рассматривая творчество Стругацких в контексте развития художественной футурологии в СССР, утверждала, что трансформацию в отношениях соавторов и власти разные исследователи относили к разным периодам. Так, Войцех Кайтох, Ант Скаландис, Дмитрий Володихин и Геннадий Прашкевич относили «резкое похолодание» к 1966 году. Борис Стругацкий в ряде интервью выстраивал более сложную траекторию, называя в виде ключевых дат 1962 (разгон выставки в Манеже), 1966 (процесс Синявского — Даниэля) и 1968 годы («Пражская весна»). Исследовательница архива Стругацких С. П. Бондаренко выделяла кампанию против фантастики и лично соавторов в 1966—1968 годах, тогда как Б. Н. Стругацкий большее значение придавал кампании 1972 года. По мнению Ю. Черняховской, хронологические границы изменения отношений писателей и власти хотя и расплывчаты, но сопоставимы с периодом сворачивания процессов социального проектирования в СССР. Последнему существуют документальные подтверждения. Сопоставление официальных документов и частных (включая переписку А. и Б. Стругацких) не позволяет выстроить строгой хронологической последовательности нарастания конфликта. Прохождение произведений в печать зачастую не отражало степени их критической направленности в отношении практики советского проекта: характеризуемая как «не предназначенная для печати» повесть «Улитка на склоне» была выпущена в свет по частям в 1966—1968 годах, хотя и сопровождалась множественной негативной критикой.
В советской литературной среде 1950—1960-х годов получили распространение неформальные объединения наподобие салонов, участники которых встречались в непринуждённой обстановке в свободное время. Стругацкие участвовали в литературных кружках, объединяющихся вокруг И. А. Ефремова и А. Г. Громовой. Эти структуры противостояли окружению писателей старшего поколения, особенно А. Казанцева и его последователей, в том числе Ю. Котляра, на уровне заседаний Союза писателей и выступлений в прессе. Задачей Громовой и А. Стругацкого было утверждение фантастики как способа социального и философского мышления и преодоление последствий насаждения «фантастики ближнего прицела». Ситуация сложилась так, что в руках участников салона философских фантастов оказалась редакция фантастической и приключенческой литературы издательства «Молодая гвардия». Члены кружка работали в издательстве, писали внутренние рецензии и многочисленные критические статьи на все фантастические произведения, издаваемые в СССР и попадавшие в редакцию. В середине 1960-х годов, когда советская научная фантастика превратилась едва ли не в самый действенный инструмент пропаганды и популяризации коммунистических идей и образов коммунизма, были выпущены постановления на уровне ЦК ВЛКСМ и Отдела пропаганды и агитации ЦК КПСС, приведшие к распаду литературного круга писателей-фантастов, занимавшихся философской фантастикой. Постепенно прошла смена кадрового состава издательства «Молодая гвардия», «сверху» ограничиваются возможности публикации фантастики вообще и молодых авторов в особенности. В 1970-е годы публикация фантастики сделалась почти невозможной (это касалось даже «благонадёжных» писателей старшего поколения, включая А. Казанцева, который за десятилетие выпустил всего три книги). Рукописи фантастических произведений распространялись только через публичные чтения на семинарах или «из рук в руки» — самиздатом. Социальная тематика потеряла актуальность в связи с разочарованием в проекте Третьей программы КПСС, что в сочетании с издательскими проблемами привело к обращению фантастов к антиутопической тематике и сблизило многих из них с диссидентским движением.

### Кампания вокруг «Второго нашествия марсиан» в советской прессе
Современные исследователи расходятся во мнении о тональности и содержательных особенностях критики братьев Стругацких в советской прессе середины и второй половины 1960-х годов. Политолог Ю. Черняховская обращала внимание, что полемика зачастую строилась вокруг «литературных качеств произведения — язык, научность повествования, достоверность использованных фактов и возможность использовать фантастические допущения». При этом критика повести «Хищные вещи века» в 1966 году последовала непосредственно после окончания процесса Синявского — Даниэля. Литературовед А. Кузнецова, хотя и заявляла, что в литературных спорах можно отыскать политический подтекст, отметила, что содержание и тон критических выступлений 1960-х продолжали аналогичные нападки на ранние произведения Стругацких. Эту ситуацию можно обозначить как «нерадость узнавания», так как авторы, очень рано поставив в фокус своего повествования современника, наделяли его соответствующей психологией, поведенческими мотивами и языком, изобилующим жаргонизмами и просторечными выражениями. В научно-технической и утопической фантастике это способствовало эффекту узнавания, облегчало читателям понимание психологии героев и самого литературного мира. Последним произведением братьев-соавторов, вызвавшим массированные упрёки в языковых огрехах, оказалось именно «Второе нашествие марсиан».
Первопубликации повести снабжались предисловиями, разъяснявшими специфику авторского творчества и содержания «Второго нашествия…». Врезка-предисловие к журнальной публикации «Байкала» была написана писателем Владимиром Митыповым и акцентировала внимание на быструю эволюцию Стругацких от космических приключений к социальной фантастике. Повествовательным методом повести названы гротеск, гипербола, сатира. Название происходит от шутки Стругацких, что первое вторжение марсиан на Землю прошло ещё в конце XIX века и было описано Гербертом Уэллсом. Читателям поясняется, что «острие» писательского пера направлено против «буржуазных обывателей», готовых приветствовать «самую противоестественную» диктатуру, лишь бы та сохраняла внешнюю добропорядочность. Иносказательность Стругацких названа «не столь уж туманной»: обыватели из повести — «вчерашние фашисты» и нынешние «голдуотеры и им подобные». Особенность сатирического жанра избавила писателей от необходимости демонстрации самих марсиан, лишь мельком упомянутых, так как главная цель авторов — показать «восприятие мещанами новой диктатуры». Впрочем, В. Митыпов сетовал, что «порой у авторов сатира соскальзывает к юмору, а юмор — к шуточкам». Объёмное предисловие Романа Подольного — «Борьба миров» — было предпослано молодогвардейскому «перевёртышу». По мысли критика, борьба миров идёт тысячелетиями, но не на Марсе или на Юпитере, а между прошлым и будущим на нашей собственной планете. Действие повести разворачивается в неизвестной стране, но по намёкам можно догадаться, что расположена эта страна в Европе и в недавнем прошлом была союзницей фашистской Германии; потому и населяют её «не-герои». Оттого и посредником между фантастическим миром и читателем Стругацкие сделали откровенно отрицательного героя, доверив именно ему вести повествование о втором нашествии марсиан, пришедших не за кровью, а за желудочным соком. Пришельцы установили в стране «фашизм полного брюха», при котором диктатура прекрасно уживается с так называемой буржуазной «демократией». По словам Р. Подольного, это «сильнейшая оплеуха», которую демократия когда-либо получала в советской фантастике: фантастический факт, что марсиане покончили с наркоторговлей, вполне сопоставим с реальной похвальбой Муссолини о победе над сицилийской мафией.
Серьёзная полемика вокруг «Второго нашествия марсиан» разгорелась в 1969 году на страницах общественно-литературных журналов и газет. Наиболее резким («заушательским», переходящим в «откровенное хулиганство», по выражению С. Бондаренко и В. Казакова) оказался фельетон писателя Ивана Тимофеевича Краснобрыжего в профессиональном журнале «Журналист». В фельетоне чрезвычайно язвительно пересказан сюжет повести с акцентом на склонность главных и второстепенных героев к выпивке и разврату, делается акцент и на характеристике военного инвалида-ветерана: «Этот Полифем жить не может без патриотизма. Без ноги он жить может, а вот без патриотизма у него не получается». И. Краснобрыжий заявил, что Р. Подольному не удалось убедить читателей, что действие разворачивается в Европе: все герои выражаются русскими пословицами и жаргонизмами, курят сигареты «Астра», и так далее. Литературный стиль, в сниженном регистре обыгрывая фамилию писателей, характеризуется так: «Если в первой части повести братья Стругацкие „строгали“ ещё рубанком, то во второй, поплевав в ладони, стали тесать зазубренным топором». Резюме таково:

Приполз на четвереньках восвояси с весёлой попойки двуликий Аполлон, кругом тишь, благодать, над городом как символ мира и безопасности пролетают сияющие волшебным светом чужие корабли. Сгрёб старикашка Аполлон свои «здравомыслящие» записки и решил их отнести зятю Харону в газету, чтобы тот их там тиснул. А братья Стругацкие тут как тут: «Отдохни, дорогой кунак! Ты и так намаялся за свою жизнь немало. Мы твои записки мигом в издательство сволокём. Там сделают всё посолидней: критик Подольный их прокомментирует; художник Перкель двулико проиллюстрирует, редактор Клюева многоликости не заметит — и пойдут они гулять по свету стотысячным тиражом. И тебе честь, старче, и нам кое-что на молочишко перепадёт».

Так всё и случилось.
В письме Бориса Стругацкого брату от 5 февраля 1969 года прямо говорится: «трудно представить себе умное нападение на ВНМ». О содержании и политической подоплеке фельетона 8 февраля 1969 года сообщал Аркадий Стругацкий: «пропаганда порнографии, а также, несмотря на иностранные имена, …клевета на совдействительность. Истоки её: видимо, чьё-то указание сверху, но не в порядке пропагандной политики, а личная инициатива. Знатоки ведут такую генеалогию: Кириченко — Михайлов — Немцов — этот самый Краснобрыжий». 21 марта, когда статья вышла в свет, А. Н. Стругацкий назвал её «похабщиной». Борис Стругацкий 24 марта сообщал брату, что С. Лурье написал фельетон-опровержение («блестящий… Я читал и ржал как дурак»), однако ни одна попытка пристроить его в «толстые» журналы или газету не увенчалась успехом. Фельетон И. Краснобрыжего вызвал возмущение в профессиональных кругах, в эмигрантской печати даже утверждалось, что автор был за это выступление уволен из редакции журнала. В девятом номере «Журналиста» за 1969 год вышла статья писателя Валентина Свининникова о философской фантастике, основанная на материале анкеты журнала «Иностранная литература», посвящённой выбору авторами научно-фантастического жанра, в заполнении которой приняли участие Айзек Азимов, Джеймс Блиш, Фриц Лейбер, из советских литераторов — Геннадий Гор и Стругацкие. Соавторы критиковались за отсутствие «марксистского понимания задач, стоящих перед литературой и искусством вообще и фантастикой в частности». За безыдейность и социальную инертность порицалось их программное заявление о построении фантастических моделей, а само творчество рассматривалось как своего рода регресс от оптимизма ранних космических повестей к пессимизму последних произведений, в которых не ясно, «кого и о чём предупреждают?» По словам В. Свининникова, «авторы обесценивают роль наших идей, смысл нашей борьбы, всего того, что дорого народу». Повторяются и обвинения в грубости и чуть ли не использовании обсценной лексики; характеризуя тексты Стругацких, критик цитирует героя «Второго нашествия»: «казармой прёт», применяя этот эпитет ко всей повести.
В статье Ивана Дроздова, опубликованной в журнале «Огонёк» в мае 1969 года, утверждается, что во «Втором нашествии марсиан» краски повествования сгущены до черноты: «тут что ни человек, то гнусность», и друг другу делают только гадости. Даже Харон назван «пьяницей и болтуном». Крайнее неодобрение критика вызвало то, что авторы потешаются «по поводу патриотизма и воинских доблестей своих героев» (цитируется утверждение Аполлона, что Полифем может жить без ноги, но не без патриотизма). Повторяется и мысль, что хотя страна без названия, но используемая персонажами фольклорная лексика «проливает кое-какой свет». В дальнейшем обвинения авторов в надругательстве над патриотизмом будут повторяться не единожды. 28 мая 1969 года Борис Стругацкий сообщал брату, что накануне в Ленинградском горкоме КПСС прошло совещание по вопросу военно-патриотического воспитания, на котором «несли ВНМ». «Наконец-то я понял, чем им не нравится эта невинная повестушка: мы подняли руку на слово „патриотизм“!» Докладчик повторил тезис, что «хотя авторы и не называют страны, „но, во-первых, все герои говорят по-русски…“». Творческое объединение прозы назначило на 9 июня обсуждение повести в Центральном доме литераторов, однако в дальнейшем оно в переписке соавторов не упоминалось. 21 ноября в «Советской России» вышла статья о патриотическом воспитании, в которой прямо сказано, что Стругацкие допустили «крупные идейные просчёты», а «Второе нашествие марсиан» нацелено против патриотизма и воинской доблести. «Авторы повести с удовольствием рисуют панику, неразбериху, которые воцаряются в „стране без названия“ при известии о нашествии марсиан. Что хотели сказать Стругацкие? Какие идеи их вдохновляли? И как можно глумиться над святыми для каждого человека понятиями?» Подобного рода формулы почти дословно повторялись в 1970 году, в том числе в материалах Третьего съезда писателей РСФСР и даже в прессе на языках народов СССР.
Литературовед Е. П. Брандис на страницах журнала «Нева» (1969, № 2) в обобщающей статье, посвящённой моделированию мира будущего, упоминал в положительном ключе и «Второе нашествие». Е. Брандис настаивал на несмешиваемости жанров утопии, антиутопии и романа-предупреждения, границы между которыми носят идеологический характер. В литературоведческой классификации многое зависит от ясности авторской позиции. Соответственно, к антиутопиям нельзя относить советские произведения в жанре романа-предупреждения. Повести Стругацких «Попытка к бегству», «Трудно быть богом», «Второе нашествие марсиан» и «Обитаемый остров» отчётливо направлены против «фашистских мракобесов», коллаборационистов и «потребительской мещанской идеологии».
10 сентября 1969 года в «Литературной газете» вышла статья социолога З. Файнбурга, который утверждал, что обвинения фантастов в схематичности героев, недостаточном психологизме происходят от специфики жанра, ориентирующего читателя на сопереживание с идеей, персонифицированной в герое, а не с героем как таковым. В числе новейших достижений советской философской фантастики названы «Час Быка» И. Ефремова; «Стажёры», «Второе нашествие марсиан», «Обитаемый остров» А. и Б. Стругацких. В каждом из этих произведений представлена большая социально-психологическая и философская проблема: у И. Ефремова названа «проблема мотивации поведения людей разных этнически культурных типов, разных эпох, разных идеологий», тогда как Стругацких волновал «сознательный выбор человеком своего места в общественном процессе». «Второе нашествие марсиан» обозначено как социальная фантастика, в основу которой положена «одновременно трагическая и героическая формула: будущее создаётся тобой, но не для тебя». Зло, с которым борются герои Стругацких, персонифицировано, не абстрактно, это «буржуазность во всех её проявлениях: в потреблении и в сознании, в образе жизни и в жизненных ценностях». Буржуазное сознание обличается в «Улитке на склоне», во «Втором нашествии марсиан»: «Формы этого обличения не обычны, но для того перед нами и фантастика — новый вид литературы, — чтобы и здесь быть необычной». В ответном открытом письме В. Васильевой, обозначенной в тексте как любительница советской фантастики, выражается несогласие с позицией З. Файнбурга («почему некоторые любители фантастики не поняли последних произведений братьев Стругацких»). Ею утверждается, что после прочтения таких произведений, как «Хищные вещи века», «Улитка на склоне», «Второе нашествие марсиан», «Обитаемый остров», «тревожно и тяжко становится на душе». Писателей прямо обвинили в том, что «мрачные картины нравственного распада и измельчания человеческого общества никак не согласуются с традициями советской фантастики»; объявлялась необходимость «объективного критического анализа творчества» Стругацких. Несогласие с оценками З. Файнбурга выразил и доктор филологических наук А. Белоусов (Улан-Удэ), заявив, что суть советской фантастики — «в её неразрывной связи с живой, сказочно меняющейся действительностью, с глубокой верой в преобразующую силу разума». Традиционно утверждалось, что целевой аудиторией фантастики являются юные читатели. Не соглашался А. Белоусов и с высокой оценкой творчества Стругацких, особо останавливаясь на модели общества («неострой») «Хищных вещей века». Все последующие произведения Стругацких характеризовались как нечёткие по социальной позиции, а идейная «внепространственность» рассматривалась как противоречащая таланту писателей. Эта нечёткость привела к апокалиптически мрачному будущему «Второго нашествия марсиан». Критик советовал писателям «серьёзно прислушаться к критике», ибо «без подлинно марксистского осмысления стремительно меняющейся социальной действительности невозможна советская фантастика». В письме Бориса Стругацкого от 25 ноября цитируется Рафаил Нудельман, который сообщил соавторам, что организованной кампании против Стругацких нет, дискуссия ведётся «спустя рукава» и никаких указаний «разнести» авторов не поступало. 2 декабря Аркадий Стругацкий прямо отказался участвовать в дискуссии «Литературной газеты».
В 1970 году писатель Эдуард Бурмакин в статье, помещённой в альманахе Томской писательской организации, цитируя И. Ефремова и А. Казанцева, настаивал на том, что фантастическая литература должна быть строго научной, «включая в сферу искусства жизнь в науке». Противопоставляя западные антиутопии (упоминался Олдос Хаксли) и оптимистическую в отношении будущего всего человечества советскую фантастику, Э. Бурмакин утверждал, что некоторые произведения Стругацких «вызывают чувство неудовлетворения», ибо невозможно понять, «почему писатели пророчат людям такое будущее» в «Хищных вещах века» и «Улитке на склоне». «Второе нашествие марсиан» тоже вызвало у критика недоумение, поскольку «трудно разобраться в социальной природе иронии писателей, присутствующей в этом произведении».

### В советском литературоведении
В серии популярных монографий «Народного университета» в 1968 году вышла книга писателя Еремея Парнова, посвящённая современной научной фантастике. В финальной главе упоминались и Стругацкие, главной темой творчества которых провозглашалось воспитание нового человека. Воинствующее мещанство потому показано писателями как серьёзная опасность, с которой необходимо бороться. Название повести дано с ошибкой: «Второе пришествие марсиан», книга, по мнению Е. Парнова, «с обнажённой ясностью» демонстрирует мещанина без маски, ибо в глубинах мещанина скрывается коллаборационист. В сборнике фантастики «Молодой гвардии» за 1969—1970 годы объёмную статью «Полигон воображения» поместил и Всеволод Ревич; исследование было целиком посвящено представлению Марса в фантастической литературе. Говоря о «Втором нашествии…», В. Ревич отметил, что взаимосвязь повести с романом Герберта Уэллса не выходит далее заголовка, а сами по себе марсиане не участвуют в действии и находятся где-то далеко за горизонтом, служа лишь поводом для «группового сатирического портрета земного мещанства». Для завоевания этой категории землян не нужны ни отравляющие газы, ни тепловые лучи, вполне достаточно «жратвы и звонкой наличности». В посмертно изданной монографии 1998 года Ревич относил «Хищные вещи века», «Второе нашествие марсиан», «Гадкие лебеди», «Улитку на склоне», «Сказку о Тройке» к «злым» повестям Стругацких. Критик отвергал наличие кафкианских мотивов в этих произведениях, ибо произведения Кафки кончаются поражением главного героя, тогда как у Стругацких всегда остаётся хотя бы один несдавшийся персонаж.
В 1970 году вышла монография литературоведа А. Ф. Бритикова, посвящённая советскому научно-фантастическому роману, в которой упоминалось и «Второе нашествие марсиан». Критик утверждал, что идейно-психологическая установка повести, как и в «Хищных вещах века», сокрыта от читателя. Анатолий Фёдорович Бритиков сообщал, что во «Втором нашествии…» Стругацкие сконцентрировали «свою ненависть к мещанину», но повесть объявлялась вторичной, поскольку уже был написан «Майор Велл Эндъю» Лагина, прямо использующий канву романа Уэллса. Однако у Стругацких «ренегатская сущность обывателя» раскрыта намного глубже, сложнее и в художественном отношении совершеннее. Дело в том, что господин Аполлон «незаметно» эволюционирует к подлости. Мироздание многомерно: не только цель марсиан на Земле остаётся невыясненной, они сами даже не появляются, а от имени пришельцев «действуют предприимчивые молодчики». Фермеры бесплатно получают синюю чудо-пшеницу, созревшую за две недели, пойманных инсургентов вторженцы отпускают, «обласкав и одарив» (правда, за счёт непокорных). «Уэллсовы спрутопауки просто выкачивали кровь, а здесь чувствуется рука рачительного хозяина». И потому интеллигентные вожаки инсургентов не способны выдвинуть убедительных доводов в пользу сопротивления: «Духовные вожди проспали момент, когда мещанин поглотил человека». Недовольство А. Ф. Бритикова вызвало то, что Стругацкие воспринимают народ как ни на что не годное без поводыря стадо, пассивную толпу. Критик отмечает, что как раз основная идея Стругацкими подана почти без иронии и без гротеска в совершенно реалистическом столкновении характеров и через тонкий психологический анализ. «Мещанин предаёт человечество, предавая человека в себе самом. Уверенно, мастерски, зрело выписано перевоплощение вчерашнего патриота — в горячего сторонника захватчиков, знающего, что делать, партизана — в растерявшегося интеллигентика». В отличие от иных произведений Стругацких, символика не навязывается, а сама собой вытекает из ситуации, и гротеск коренится не в манере письма, а в угле зрения на вещи.
Литературовед Адольф Урбан в монографии 1972 года утверждал, что стругацковские произведения второй половины 1960-х годов крайне неравномерны по качеству, могут быть сложными и запутанными. Однако «Второе нашествие марсиан» построено очень последовательно и логично, «дублируя известные нам социальные модели»; пример этой повести приводится для иллюстрации рационалистичной природы фантастики Стругацких. Это не мешает резко выраженному эмоциональному отношению авторов к происходящему.
В предисловии к переизданию «Хищных вещей века» в кишинёвском сборнике 1983 года Александр Мирер (под псевдонимом «А. Зеркалов») называл мышление Стругацких диалектическим («понятие единства противоположностей им присуще органически, они — писатели-марксисты»). Их литература — «непременно социальная», в которой индивидуальные проблемы вытекают из общечеловеческих, сливаясь с ними так же неразрывно, как и в жизни. Сюжет в их произведениях задаётся проблемой выбора, а не наоборот, и потому стремительное действие «раскрывает души людей, оно само определяется их душевными качествами». Говоря о «Втором нашествии марсиан», А. Мирер помещает повесть в контекст западноевропейской литературы XX века, обращённой в сторону «малых сих»; однако в реальном мире «глобально мыслящего героя сменяет „маленький человек“, по-другому — „мещанин“, ещё по-другому — потребитель». Вдобавок общая тенденция в литературе ставит человека в позицию, враждебную обществу. В результате «Второе нашествие марсиан» не могло не оказаться памфлетом, полемизирующим «с дурной литературной традицией, возвеличивающей труса и обывателя». Приёмом, позволившим «захватить врасплох» мещанина, оказалась тема подарка, ибо пределом мечтаний обывателя (у каждого в своих масштабах, от бедняка до миллионера) является дар, за который не надо отдавать взамен ничего. «Здесь имеется специфическая трудность: реального обывателя нельзя заставить действовать». Поэтому Стругацкие описали бескровное вторжение инопланетян, которое прошло тихо, почти без событий. «Не меняется правительство, чиновники, остаются прежними заголовки газет, все тихо. И мещанин не пугается — это первое и важнейшее условие». Дальнейшие события для большинства населения скорее приятные: Аполлону очень нравится роспуск вооружённых сил, ибо от времени военной службы у него остались самые негативные воспоминания.

«Марсиане» покупают у всех желающих желудочный сок, притом за хорошие деньги. Это делается деликатно, с максимальными удобствами без малейшего насилия. И налоги можно платить желудочным соком. У фермеров скупают на корню посевы, раздают семена нового злака — раз, два! — в продажу пошёл необыкновенно вкусный «синий хлеб» и самогон — «синюховка», от которых повышается выделение и, кажется, сортность желудочного сока. Можно ничего не делать — достаточно раз в день проглотить желудочный зонд…

И господин Аполлон счастлив. Впервые в жизни он может не беспокоиться о деньгах, впервые в жизни ему предлагают, даже навязывают подарок, который он может получать безбоязненно, с чувством выполненного долга!
Авторы не поясняют, для чего марсианам понадобился этот желудочный сок; это и неважно: продукт желудочной секреции — символ мещанской цивилизации. Не случайно, что зять Аполлона — Харон, мыслящий человек, приходит в ужас от того, что человечество не нуждается более в саморазвитии. «Ведь как фабрика желудочного сока Эйнштейн никуда не годится по сравнению с любым обжорой и пьяницей». Аполлона подобная аргументация пронять не может: сам будучи интеллигентом, он воспринимает горячность Харона лишь как истерику такого же образованного человека, пережившего крушение личных идеалов; а ничего, кроме личных соображений, он воспринимать не может и не желает. В этом А. Мирер видит важную для Стругацких инверсию их излюбленной темы учительства: «Наверно, самая страшная деталь „Второго нашествия“ то, что антигерой Стругацких учил детей. Боже мой, скольких искалечил на своём веку этот робкий скромный, и в некотором роде неплохой человечек!..»

### Эмигрантские отзывы
Творчество Стругацких вызывало отклики и в литературной критике русского зарубежья. Исследователь Леонид Геллер относил «Второе нашествие марсиан» к одному из лучшего, написанного у соавторов. С его точки зрения, Стругацкие поставили себя в жёсткие формальные условия, когда конвенциональная форма дневника умеряла «обычные несдержанности их стиля». Сюжет поместился в сжатый протокол событий глазами мещанина в маленьком городке в первые две недели после завоевания Земли марсианами. Л. Геллер отмечал, что, помимо Стругацких, «дополнение» к знаменитому роману Герберта Уэллса в 1962 году опубликовал Лазарь Лагин. В повести «Майор Велл Эндъю» Лагин полностью сохранил сюжет и обстановку «Войны миров», введя туда нового героя — английского майора, «истерически ненавидящего» социалистов. Именно он и увидел в марсианах надёжную защиту от социальных потрясений, сделавшись коллаборантом по убеждениям, верным прислужником «отвратительных головоногих, питающихся человеческой кровью». Впрочем, повесть Лагина, по оценке Л. Геллера, не вышла за рамки «обычной инвективы по адресу западных социалистов, продавшихся эксплуататорским капиталистическим правительствам». Сами авторы, как и советские критики, усматривали во «Втором нашествии марсиан» лишь карикатуру на мещанство, «косное и заботящееся лишь о своём материальном благополучии». С точки зрения Л. Геллера, это лишь один из смысловых слоёв повести. В центре сюжета повести — история антимарсианского сопротивления, которое кончается на сугубо личностном уровне: Аполлон в финальном разговоре со своим зятем Хароном, участником сопротивления, бросает ему тяжкий упрёк:

Что вы предложили фермеру? Сомнительные социальные идейки? Книжечки-брошюрочки? Эстетскую вашу философию? Да фермер плевал на все это! Ему нужна одежда, машины, нужна уверенность в завтрашнем дне! Ему нужно иметь постоянную возможность взрастить урожай и получить за него хорошую цену! Вы смогли ему это дать? Вы, со всей вашей цивилизацией! Да никто за десять тысяч лет не смог ему это дать, а марсиане дали! Что же теперь удивляться, что фермеры травят вас, как диких зверей? Вы никому не нужны с вашими разговорами, с вашим снобизмом, с вашими абстрактными проповедями, легко переходящими в автоматную стрельбу. Вы не нужны фермеру, вы не нужны горожанину, вы не нужны марсианам. Я уверен даже, что вы не нужны большинству разумных образованных людей. Вы воображаете себя цветом цивилизации, а на самом-то деле вы плесень, взросшая на соках её. Вы возомнили о себе и теперь воображаете, будто ваша гибель — это гибель всего человечества.
Одной из примечательных деталей повести Л. Геллер называет эволюцию процесса изъятия желудочного сока у населения. Передвижной пункт в фургоне, впервые появившийся в городе, «обслуживается огромным волосатым детиной с татуировкой на руках и физиономией бандита». Далее в особняке бывшего наркоторговца оборудована современная клиника, где соки принимают «элегантные, интеллигентные доктора в безупречных белых халатах». Это иллюстрация к «клинически точному» социологическому эксперименту — реакции общества на предельно радикальное изменение политической и идеологической власти. Результаты его неутешительны: все слои общества смирились с властью Чужих без особого сопротивления. С точки зрения Геллера, повесть Стругацких совершенно не о мещанстве, ибо это ограниченное понятие. В произведениях Стругацких «всё человечество живёт как бы в состоянии ступора, и вывести из него не в силах ни политические, ни идеологические, ни космические потрясения. Объяснить зто состояние мелочной заботой о материальных благах, жадностью и косностью недостаточно». В попытке отыскать причину этого явления писатели проводят постоянные эксперименты, пытаясь отыскать смысл общественного развития.
В обобщающей книге Петра Вайля и Александра Гениса о советской литературе Стругацкие упоминались «лишь для полноты». Стругацкие-писатели названы своего рода барометром эпохи, а «Второе нашествие марсиан» («совсем прозрачное») обозначено как сатирическая аллегория, помещённая между повестями «Понедельник начинается в субботу» и «Сказка о Тройке». Журналист и фотограф Михаил Лемхин, эмигрировавший в США, определял «Второе нашествие марсиан» как «горькую сатиру». С его точки зрения, уже в год написания повести Стругацким было ясно, как поведут себя люди: не только согласятся на любую власть, но ещё и будут её восхвалять. Тем более, что марсиане не интересуются ни душами, ни кровью, а только желудочным соком. «…Было уже ясно — сдадим. Сдадим, скрепя сердце. Сдадим добровольно. А там, глядишь, и с удовольствием». С точки зрения критика, последующие произведения Стругацких были уже о другом. В другой статье М. Лемхин свидетельствовал, что эволюция Стругацких-писателей и развитие их самоощущения «довольно типичны для значительной части гуманитарной и, особенно, технической интеллигенции», поэтому «Второе нашествие…» — знаковая повесть, свидетельство эволюции их взглядов.
Повесть заинтересовала и израильских литературоведов. В статье И. Гомель повесть (в авторской терминологии — роман) «Второе нашествие марсиан» трактуется как своего рода итог борьбы авторов с советской цензурой, хотя для самих авторов это был, вероятно, «лёгкий диссидентский эпатаж». Речь идёт об эпизоде, в котором марсиане закрыли провинциальную газетёнку, «осмелившуюся напечатать графоманскую лирику, в которой упоминается гневный багровый глаз Марса». Это не просто обличение аппарата государственного насилия, но и важный позитивный социальный и культурный фактор. Результатом существования советской цензуры стала выработка нового стиля чтения, который не обедняет, а обогащает семантический потенциал текста. «Второе нашествие марсиан» самоопределяется как образец аллегорического жанра, то есть подхода не только к пониманию, но и написанию текстов. В повести решительно элиминировано всё, что связывало претекст Уэллса с конкретностью и сиюминутностью истории. В «Войне миров» фантастическое вторжение марсиан вписано в совершенно реальную Англию XIX века: «Как бы ни истолковывался текст Уэллса — предостережение против человеческого самодовольства, атака на империализм, апокалипсис, — мир его от этого не меняется. Он такой, какой он есть, фантастический эквивалент физической реальности». В версии Стругацких, напротив, вторжение осуществляется в страну, связь которой с исторической реальностью неясна. Хотя герои носят имена античных трагедий, атмосфера книги современна и злободневна. Исходя из реалий фантастического мира вторжение необъяснимо, ибо не разъясняется, зачем марсианам желудочный сок. Это намекает на некую метафору, требующую ключа к зашифрованному подтексту. Однако литературный мир Стругацких не является ни реалистическим, ни фантастическим, требуя для завершённости читательского вмешательства.

## Литературные особенности

### Художественный мир повести. Авторская позиция
Литературные достоинства «Второго нашествия марсиан» вызывали прямо противоположные оценки исследователей и критиков. Если физик Н. Работнов называл повесть «по стандартам Стругацких — бледной», то литературовед и писатель Ю. Минералов называл «Второе нашествие…» стилистически лучшей вещью из написанных Стругацкими. Хорвато-канадский фантастовед Дарко Сувин относил «Второе нашествие марсиан», наряду с «Трудно быть богом» и «лесными» главами «Улитки на склоне», к наивысшим стилистическим достижениям братьев Стругацких.
Литературовед Элеонора Бардасова, хотя и соглашалась с позицией Л. Геллера о соответствии дневниковой формы и проведённого Стругацкими социологического эксперимента (и весьма пессимистических результатов этого эксперимента), считала сведе́ние всего произведения лишь к теме мещанства неверной. Заявленная проблема мещанства, с точки зрения Э. Бардасовой, — лишь часть более общей проблемы отчуждения человечества от хода истории, неспособности массового человека к активной деятельности. Социальная отчуждённость, с точки зрения Стругацких, влечёт за собой умственную апатию: «Деятельный и творческий ум человека теряет способность к позитивному мышлению, превращаясь в пассивное „здравомыслие“». «Второе нашествие марсиан» повествует о предательстве человеком самого себя. Харон не случайно предупреждает, что человек незаметно для самого себя превратится в ходячий биологический придаток инопланетной цивилизации. Авторский эпиграф представляет эмоциональную установку, «прорыв в чувства авторов», создающий идейно-тематическую дуальность с подзаголовком «Записки здравомыслящего». Повести присуща двойственная интонация: ритмичное повествование наблюдателя-героя и оценочная позиция авторов.
В своей диссертации Р. Тельпов относил «Второе нашествие…» к периоду творчества Стругацких, который характеризуется символичностью языка, предельной злободневностью и сатирической направленностью произведений (помимо «ВНМ», в притчево-аллегорическом жанре у соавторов выполнена только «лесная» часть «Улитки на склоне»). Стругацкие очень своеобразно сделали условное пространство и время фантастического мира узнаваемым для читателя: используя советскую просторечную лексику и фразеологию, что было замечено и советской критикой. Аллегоричность повествования авторами передаётся «классическим путём» — используя имена древнегреческой мифологии: Артемида, Никострат, Харон, Аполлон, Пандарей, Гермиона и т. д. При этом никаких идентичных черт у героев повести и мифических персонажей нет, на что обращала внимание И. Каспэ: «Домохозяйка в возрасте не имеет ничего общего с мифологической Эвридикой, городской интеллектуал — с Хароном, занудный аптекарь — с Ахиллесом, и т. д. В отличие от джойсовского „Улисса“ или „Кентавра“ Апдайка, „Второе нашествие марсиан“ не подразумевает характерологических или сюжетных намёков. Перед читателями оказываются псевдозагадка и одновременно то, что распознаётся как особая „атмосфера“, „аура“ повествования». По мнению Р. Тельпова, античные имена здесь используются аналогично звериным образам в жанре басни, то есть это маска, скрывающая знакомые читателям явления, одновременно придающая событиям универсальный «вневременный» характер. Личные имена выполняют функцию полноценного литературного приёма: имена античных богов подчёркивают узость характеров и интересов их носителей.
Важным средством аллегории во «Втором нашествии…» служит клишированность в построении образов, которые стандартизированы по единой схеме. Сначала читателю демонстрируется внешний облик какого-либо фантастического феномена. Глазами Аполлона описано прибытие марсиан: «Небо на севере полыхало: казалось, будто там, за далёким горизонтом, земля разверзлась и выбрасывает к самым звёздам фонтаны разноцветного огня». В дальнейших диалогах разных персонажей кристаллизуется точное определение, отправной точкой к которому стало слово «феномен», использованное Аполлоном в телефонном запросе к полицейскому Пандарею («Он не понимает, что такое феномен»). Р. Е. Тельпов утверждал, что одновременное использование прямой и косвенной речи в репликах Пандарея — признак, указывающий на функциональную одноплановость диалога и авторского повествования, то есть на то, что автор ставит перед собой задачу «рассказывать определённый эпизод (чаще всего вымышленный) или историю». Оформление диалогов в повести, характерное для англоязычной литературы, также отзывает к роману Герберта Уэллса как претексту повести Стругацких. Одноплановость диалога и авторской речи во «Втором нашествии марсиан» воссоздаёт атмосферу сплетен в городе. Все прямые столкновения Аполлона и его соседей с марсианами завершаются одинаково: домыслы, сделавшись всё более и более невероятными (строясь при этом по законам детективного поиска), обрываются абсолютно идентичными репликами Пандарея: «Поговорили — всё!» Внимание читателя концентрируется на множестве точек зрения, якобы отражающих истинную природу фантастического феномена, на их нелепости и безосновательности, способствуя наглядному изображению общества, породившего все эти точки зрения.
А. В. Фролов полагал верным определение главного претекста — «Войны миров», — заявленного в заглавии повести. Сатира, упакованная в «выдающийся экзистенциализм», полностью соответствует уэллсовской традиции демонстрации ущербности человеческого разума, столкнувшегося с непривычными для него обстоятельствами. Марсиане у Стругацких, по сути, устроили проверку человечества на соответствие человеческим ценностям, и это хорошо соотносится с рассуждениями героя Уэллса о том, что человечество, истребившее тасманийцев или птицу додо, не имеет права возмущаться марсианами, действующими подобным же образом. Писательница Наталия Мамаева, впрочем, утверждала, что роман Уэллса по жанру был типичной катастрофой с типичным для неё хеппи-эндом. Стругацкие, отталкиваясь от претекста, последовательно и сознательно снижали пафос оригинала, продолжая мысли, заложенные английским писателем. Описанный в «Войне миров» артиллерист-резонёр сообщает своему собеседнику — главному герою-философу, что марсиане — находка для обывателя. «Миленькие просторные клетки, богатая жирами пища, бережное обращение, никаких забот… Пройдёт ещё немного времени, и они будут совершенно счастливы». Однако этот глубоко второстепенный для викторианского автора мотив стал лейтмотивом всей повести Стругацких. Н. Мамаева не соглашалась с И. Каспэ в том, что имена персонажей — обманка: «главный герой — обыватель-мещанин и приспособленец — носит имя лучезарного бога, покровителя поэзии Аполлона, а его шлюха-дочь зовётся Артемидой. Недалёкий аптекарь имеет имя героя Троянской войны Ахиллеса, а содержательница публичного дома является тёзкой богини подземного царства — мрачной Персефоны»; золотарь Минотавр — местная хтоническая фигура. Это тоже служит снижению пафоса: древнегреческая мифология и культура всегда была для человечества образцом возвышенной поэзии, гармонии и расцвета культуры. Снижение пафоса обеспечивается за счёт формы дневника: Аполлон в начале каждого дня «скрупулёзно фиксирует температуру, давление, облачность, направление ветра. Всё это, равно как и состояние его экземы волнует учителя Аполлона куда больше, чем завоевание марсианами Земли». Погодные условия во «Втором нашествии» никоим образом не совпадают с тем, что происходит во внешнем мире.
Борис Натанович Стругацкий в «Комментарии к пройденному» писал:

Мы не понимали главного — существуют все-таки понятия: ЦЕЛЬ, СМЫСЛ, НАЗНАЧЕНИЕ — применительно ко всему человечеству разом? А также смежные с ними понятия: ЧЕСТЬ, ДОСТОИНСТВО, ГОРДОСТЬ — опять же в самом общечеловеческом, если угодно, даже космическом, смысле? Или не существуют? Каждый отдельный человек — это понятно — может променять «право первородства» на чечевичную похлебку. А человечество в целом? Может или не может? А если может, то позволительно ли это или, наоборот, позорно и срамно? И кто все-таки в нашей повести прав: старый, битый, не шибко умный гимназический учитель астрономии или его высоколобый зять-интеллектуал?
В офлайн-интервью Б. Н. Стругацкий уточнял, что сами авторы до самого конца так не поняли, кто именно «здравомыслящий» в их повести — учитель астрономии на пенсии или его зять — активист-радикал. В сугубо эмоциональном отношении самому Б. Н. Стругацкому ближе был Харон, однако аргументация Аполлона (и подавляющего большинства человечества) неопровержима. В 2000 году Борис Натанович заявил, что ему ещё сложнее возражать Аполлону, чем тридцать лет назад. В этой связи он уточнил, что выбор имён из древнегреческих мифов привлёк в своё время соавторов контрастом: «Забавно, когда именем бога солнца и красоты назван заурядный учитель астрономии». Здесь же одним из претекстов (скрытых, повлиявших на эмоциональный фон повествования) «Второго нашествия» названа чеховская «Скучная история».

### «Второе нашествие марсиан» как шестидесятнический текст
Литературовед Марк Амусин последовательно рассматривал всё творчество Стругацких как отталкивающееся от конкретной исторической эпохи — «оттепели» — и связанное генеалогически, а затем и критически с шестидесятническим мироощущением. Согласно М. Амусину, политический и духовный перелом второй половины 1960-х годов, приведший советское общество к «застою», вынудил литературное сообщество к разным вариантам ответа. Стругацкие, согласно мнению критика, избрали «оппозиционно-просветительскую» тактику, но при этом оказались единственными советскими писателями, которые решились бросить открытый вызов «торжествующему духу реставрации и конформизма», как его понимали. Это трактуется М. Амусиным как «арьергардные бои на позициях шестидесятничества». М. Амусин не согласен с определением «Войны миров» Уэллса («научно-фантастической классики в строгом смысле слова») и «Майора Велл Эндъю» Лагина как претекстов повести, хотя название и зачин прямо к ним отсылают. Все эти произведения роднит только архетипическая сюжетная ситуация, и «Второе нашествие…» — произведение совершенно оригинальное. 
В противоположность уэллсовской морали Стругацкие построили в абстрактных декорациях экспериментальный полигон для выявления конформистско-обывательского сознания. Это делается через скрупулёзное отслеживание реакций антигероя на всё происходящее. Критик отмечал необыкновенно быстрое развитие писателей: ещё в «Трудно быть богом» или «Хищных вещах века» обывательское сознание трактовалось с позиции силы, как своего рода «плесень» на поверхности бытия, которая легко будет сметена в ходе общественного развития. Уже в 1966 году Аполлон вызывает живейший интерес братьев-соавторов. Отставной учитель — человек образованный, отягощённый немалым багажом научных знаний, по натуре не злой, миролюбивый, не терпящий «казармы» в любых проявлениях, по-своему нравственный, но при этом с головой погружённый в житейские заботы. Это в полном смысле антигерой, ибо откуда взяться мужеству и высоте помыслов у человека подневольного, прошедшего фронт и плен, «с молодых лет прикованного к тачке государственной службы». Свой хлеб насущный он получал только из рук государства, служа ему не за страх, а за совесть. Весь жизненный опыт воспитал у Аполлона убеждение, что сам он не способен распоряжаться собственной судьбой, она всецело направляется событиями и процессами откуда-то «из горных высей», при этом кто именно возглавляет властную пирамиду, генералы или марсиане, — в сущности, уже неважно. Именно поэтому Аполлон готов принять любой режим, лишь бы он гарантировал сложившийся миропорядок. Единственное поползновение к бунту возникло в его сознании, когда прошёл слух, что пенсии будут выплачиваться желудочным соком, и пожилой учитель записался в антимарсианское сопротивление, хотя предельно откровенно фиксирует в дневнике, что протест его носит сугубо символический характер. Когда же выяснилось, что желудочный сок самого Аполлона относится к самой высокооплачиваемой категории, учителя охватывает блаженство, ибо его мечта об обеспеченной старости близка к реализации. Анализируя эти пассажи, М. Амусин замечал, что писатель-реалист мог бы в данной коллизии пойти по пути исследования среды, формирующей «маленького человека», как Трифонов, Шукшин и Грекова. Однако Стругацкие использовали не аналитико-психологические приёмы, а генерализацию, задавая на фоне гражданской пассивности, малодушия, «душевной дряблости» персонажей вопросы, что именно делается в глобальном плане в обрисованном ими мире. Эти размышления положены в основу финального диалога Аполлона и его зятя Харона, редактора городской газеты. Проблема в том, что материальные, да и всякие другие условия существования человечества нисколько не ухудшились, просто в духовно-историческом ракурсе человечество мягко и бескровно было свергнуто с пьедестала венца творения, превратившись в буквальном смысле в стадо, заботливо пасомое пришельцами. Это до глубины души возмущает Харона, апеллирующего к экзистенциальным ценностям, к родовому достоинству человека.
Ответ, данный Аполлоном, возвысившимся в ходе застольного разговора до пафоса выразителя чаяний простого народа, ничуть не менее «действителен», чем аргументация философа или иного интеллигента. Более того, начавшаяся как лёгкое ироничное исследование души обывателя, повесть развивает самые серьёзные проблемы, волновавшие Стругацких со времён написания «Трудно быть богом» и «Улитки на склоне». Для писателей так и осталось неясным, являются ли свобода, альтруизм, духовная активность фундаментальными свойствами человеческой природы или это лишь необязательные для выживания вида надстройки. Неясным осталось, имеются ли точки пересечения между маленькими людьми, занятыми своими повседневными нуждами, и устремлениями той части человечества, что провозгласила себя его духовным авангардом и не может не нарушать покоя большинства. Картина мира в результате поставленного эксперимента чрезмерно усложнилась, вызвав, по мнению М. Амусина, растерянность самих писателей. Очевидно, что Стругацкие не готовы признать здравомыслие господина Аполлона как высшую мудрость и они не согласны оставить человечество пастись «на лугах материальной обеспеченности». Однако, учитывая потребности маленького человека и его отношение к преобразованию жизни, — это необходимо сделать. В этом М. Амусин видел неприкрытую оппозиционность Стругацких советскому режиму и трактовал «Второе нашествие марсиан» как повесть, вписанную в «фрондёрский» цикл 1960-х годов. Оппозиция выражалась главным образом в том, что мысленные эксперименты и социальные модели, сформулированные писателями, бросали вызов унифицированности и безальтернативности советского идеологического пространства. Собственно, коллизия, с которой столкнулись Стругацкие, вынуждала их отвергнуть диалектический материализм: обнаружился разрыв между рационально постигаемым общественным идеалом и реальной жизненной толщей, которая упорно противилась сообразованию с идеалом. Идеал сам по себе никогда соавторами не отвергался: жизнь, заполненная бескорыстным познанием и созидательной деятельностью, приносящей радость. Однако в его автоматическом достижении через технический прогресс Стругацкие разуверились.

### Антиутопия, сатира и экзистенциальный конфликт
Писатель А. К. Булыгин и поэт А. Г. Гущин в исследовании повести А. Платонова «Котлован» прямо назвали «Второе нашествие марсиан» «общепризнанной классикой антиутопии». Жанровое определение стругацковской повести в разных исследованиях вызывало серьёзную полемику. Так, исследовательница утопии Т. Чернышёва в 1984 году утверждала, что стругацковские произведения 1960-х годов (от «Трудно быть богом» до «Обитаемого острова») нельзя назвать в чистом виде ни утопией, ни антиутопией, ни даже романом-предупреждением. Возможно, лучшей метафорой будет понятие «Институт экспериментальной истории». Американский славист Джон Глэд, напротив, считал, что «Второе нашествие…» демонстрирует любимый юмористический приём Стругацких — совмещение фантастического допущения с самой обычной бытовой ситуацией, что служит эффективности сатиры. В этом, согласно Дж. Глэду, проявилось влияние Гоголя, и зачастую читатели не замечают самостоятельной ценности юмора Стругацких. Ариадна Громова в статье для «Краткой литературной энциклопедии» объединяла «Улитку на склоне» и «Второе нашествие марсиан» как социально-философские размышления о путях развития человечества, роли личности в современном обществе и её ответственности перед историей, воплощённые в форме гротеска и сатиры. Оксана Дрябина подчёркивала экзистенциальный ужас ситуации, описанной во «Втором нашествии…»: в отличие от Города Дураков «Хищных вещей века», спасать общество не только не от чего, но и некому. Человеческого будущего у мира мещан не предвидится, ибо Стругацкие убедились, что вернуть человеческие черты в личность отвергшего их, по-видимому, невозможно. В этом контексте Г. С. Вайнштейн возводил литературную генеалогию «Второго нашествия марсиан» к достоевскому «Великому инквизитору», чей главный герой хотел лишить человечество свободы действий, взамен досыта их накормив. Задача марсиан ещё грандиознее: лишить человечество всякого духовного развития и потребности в творчестве.
Молодой учёный Г. В. Бурцев выделял определённую перекличку использования фантастического допущения Стругацкими, при этом в контексте «Второго нашествия марсиан» происходило взаимодействие индивидуальных поэтик Герберта Уэллса, Стругацких и Рэя Брэдбери. «Война миров» часто рассматривается как фантастическая метафора британского империализма, его колониальной политики. Сюжет о столкновении землян с Марсом был подвергнут радикальной инверсии Брэдбери: на Марс осуществили вторжение земляне, но традиции Уэллса соблюдались, так как образы персонажей представляли социальные типы. В «Марсианских хрониках» — условное художественное пространство, фокусом которого является человечество в вечности. С точки зрения Г. Бурцева, фантастическое допущение (существование марсиан) «приводит в движение сюжет социального обличения». Для Уэллса и Брэдбери марсиане являлись социальной детерминантой, у Стругацких они метафора, оставленная за пределами повествования, — символ неизвестности. Роднило братьев-соавторов с Брэдбери исследование феномена колонизации и смысла истории как таковой. Американский писатель маскировал фантастикой свои размышления о нравственном облике человека и пути человечества, Стругацкие постулировали свою постоянную в дальнейшем мысль о неготовности людей к встрече с неизвестным. У обоих писателей главными героями в произведениях является будущее, которое исследуется при помощи разных поэтик с расстановкой разных акцентов. У Брэдбери совмещены гротеск, антиутопия и романтическая надежда; у Стругацких сливаются утопизм и антиутопизм.

### Политический памфлет
Польский литературовед Войцех Кайтох в своей монографии 1993 года заявил, что Стругацкие рядом своих повестей 1960-х годов, включая и «Второе нашествие…», бросили вызов литературному начальству и писательскому сообществу. В 1965 году в ленинградском Доме детской книги состоялось совещание по вопросам научной фантастики, где прозвучало десять докладов профессиональных писателей, включая стругацковский. Помимо братьев Аркадия и Бориса Натановичей, лишь Геннадий Гор и Валентина Журавлёва допускали использование фантастики как литературного инструмента; но Гор с Журавлёвой «были далеки от трактовки фантастики в качестве универсального инструмента, способного поднять любую проблему». Евгений Брандис на том же совещании предъявлял к фантастическим произведениям требование однородной и рациональной мотивировки, настаивая, что советская фантастика должна быть научной в самом строгом смысле (имея в виду композиционный и структуральный аспекты, что было близко взглядам Келлуа и Лема). Убедительное обоснование действия, даже когда фантастика используется в качестве художественного приёма, названо обязательным. Впрочем, по словам В. Кайтоха, «этот аспект был для Брандиса не так важен, как верность правилам нелитературного мира». Иными словами, критики совершенно не намеревались позволить Стругацким писать «чистую фантастику», свободную от сциентизма и марксистского мировоззрения. «Второе нашествие…» В. Кайтох называл «самым ожесточённым» из известных ему памфлетов, бичующих общественную пассивность. Соответственно, претекстом являлась не уэллсовская «Война миров», а памфлет Лагина «Майор Велл Эндъю». По словам Кайтоха, короткая повесть Лагина очень жестка даже в рамках привычной для советских читателей антиимпериалистической прозы: главный герой — английский майор, перешедший на службу марсианам, — начинает пить человеческую кровь, как и его новые хозяева, и в конце концов погибает в Лондоне вместе с ними. Сатиру Стругацких В. Кайтох считал ещё более язвительной, чем у Лагина, ибо место действия — «особая» Аркадия, размещённая за «семью горами», тогда как Аполлон — антигерой. Сатира демаскирует явления, не ограниченные никакими границами — ни государственными, ни конституционными. История, положенная в основу сюжета, согласно Кайтоху, горька и вообще чужда русской общественной мысли, «всегда идеализирующей „народ“». К запискам Аполлона не приложено никакого комментария, ибо рассказчик компрометирует себя сам. По мнению философа Н. В. Короткова, «социально-философские повести Стругацких типа „Второго нашествия марсиан“, во многом предвосхитившей проблематику „манипуляции сознанием“ и „информационной войны“», неоригинальны, представляя реинтерпретацию специфичных для классической фантастики мотивов и сюжетных ходов. Дарко Сувин сравнивал главного героя «Второго нашествия…» с вольтеровским Кандидом, а всё повествование, помещённое в «одномерную эпоху», служит идентификации языка и кругозора мелких буржуа, «почти незаметных шагов, ведущих по склону квислингизма». Хорвато-канадский исследователь солидаризировался с мнением А. Ф. Бритикова, что гротеск в повествовании проявляется не в стиле, а в точке зрения.
В литературной биографии Дмитрия Володихина и Геннадия Прашкевича, изданной в серии «ЖЗЛ», утверждалось, что всё во «Втором нашествии марсиан» отвечало тогдашнему состоянию авторов. По их утверждению, повесть разочаровала значительную часть читателей, привыкших, что Стругацкие повествуют о человеке-победителе, перед которыми в каждой новой повести открываются блистательные перспективы. Ант Скаландис в биографии Стругацких приводил некоторые подробности создания и публикации повести, не давая анализа содержания. Американский литературовед Стивен Поттс называл «Второе нашествие марсиан» тонкой сатирой; «Деревней дураков», генетически связанной с русской литературой XIX века, но также с упоминанием реалий Второй мировой войны, чернорубашечников и Альберта Эйнштейна. Бытовые привычки героев Поттс называл североевропейскими, то есть антураж намеренно представляет квинтэссенцию человечества. На самом же деле, с точки зрения С. Поттса, «Второе нашествие марсиан» — это басня. В финальном диалоге Харона и Аполлона пожилой учитель использует «узко прагматическую» аргументацию; он представляет образ «„Простого Человека“ — тупоголового, недальновидного, желающего продаться за хорошую цену и потом логически это обосновать. К сожалению, он абсолютно прав, утверждая, что человечество предпочтёт комфорт идеалам». Харон сравнивается с повстанческим вождём Аратой из повести «Трудно быть богом»; авторы не просто ему сочувствуют, то, что он вообще выражает свою позицию, «является разумным риторическим ходом авторов». Литературовед И. В. Неронова сводила всю тематику повести к глобальному вопросу о цене человеческого достоинства. Литературовед Е. Н. Ковтун заявляла, что «Второе нашествие марсиан» и «Сказку о Тройке» можно воспринимать на нескольких уровнях — и как памфлеты, и как «притчи о преодолении человеком мещанства и трусости в глубинах собственной души». Полемика с современностью не противоречит философичности и «вечности» проблематики. Доктор философских наук К. З. Акопян, как до него В. И. Самохвалова, утверждал, что Стругацкие вскрыли новое общественное явление: «толпа атомов, особо-отдельных, но одинаково неразличимых». Повесть «Второе нашествие марсиан» содержит «яркий общественный портрет человека с массовой психологией». Индивидуализм без индивидуальности предстаёт как массовая мещанская психология.
Критик Ирина Васюченко рассматривала повесть в контексте утопического идеала ранних Стругацких, которых не устраивали отрицательные результаты социальных экспериментов. Очень рано писатели стали «одержимы желанием указать человечеству кратчайший путь к счастью реальному». Марсиане, несомненно, являются благодетелями, нашедшими «не лишённый остроумия способ покончить с нищетой и болезнями», однако последствия их эксперимента, по-видимому, описаны в «Хищных вещах века». То есть филантропия пришельцев сулит в будущем самую жалкую участь для всех персонажей. Дмитрий Быков отметил, что самым трагическим противоречием мировоззрения Стругацких является то, что хороших людей (и вообще людей) формирует только война, боевой опыт. «Кто воевал — тот не крыса, нет у него шанса скрыситься», а вот у Людей Воспитанных таких шансов очень много. «„Второе нашествие марсиан“ — страшная повесть о том, как люди разучились воевать, как сдались победителю на милость, продали человеческую неповторимую сущность (тогда не употребляли пошлого слова „суверенитет“) за дешёвый синий марсианский хлеб».
Политолог Юлия Черняховская не предлагала отдельного анализа «Второго нашествия марсиан», лишь вскользь упомянув, что как «повесть-предупреждение» она посвящена «незримой бюрократизации, как неосязаемому, почти не проявляющемуся, но окутывающему всё» началу. Между прочим, аналогичное наблюдение предложил ещё в 1988 году Марк Амусин: главной мишенью сатиры Стругацких явился «архаичный, дорого обходящийся обществу стиль управления, некомпетентный и недемократичный по своей сути». Литературовед Виктория Милославская также не анализировала повесть глубоко, ограничившись упоминанием, что «Второе нашествие марсиан» — это типичный политический памфлет. Описанная в повести страна, предположительно, западноевропейская.

### Литературные и сценические адаптации
Израильский писатель Даниэль Клугер принял участие во втором проекте «Время учеников» повестью «Новые времена» (1998). Сюжетной основой повествования являлся внезапный отлёт марсиан через два года после вторжения, когда жизнь, казалось, совершенно налаживается. Цены за стакан желудочного сока резко падают, затем пункты сдачи сока приватизируются и вскоре закрываются. Горожане лишаются источников дохода. На место пришельцев немедленно вернулся господин Лаомедонт, выставивший свою кандидатуру на должность мэра. Теперь Аполлон готов возносить литании любому руководству, которое хотя бы пообещает ему тень спокойствия и уверенности. Одному из обозревателей продолжение показалось «удачным дополнением» «мелкого и простого» оригинала. Писательница Наталия Мамаева выдвинула предположение, что выставленные в 2000-е годы Борисом Стругацким (в том числе в «Комментарии к пройденному») оценки «Второго нашествия марсиан» появились после прочтения повести Д. Клугера. Составитель сборника «Время учеников» А. Чертков назвал прототип «одной из самых необычных и самых законченных повестей братьев Стругацких», что делало задачу продолжателя исключительно сложной. Согласно Н. Мамаевой, именно Клугер показал читателю, что логика и правда присутствуют и в положении обывателя. «Герои „Новых времён“ — это жители перестроечного Советского Союза, которые не знают, куда бежать и у кого просить защиты». Герои оригинального произведения Стругацких оказываются куда как более активными: они организовывали пикеты и антимарсианскую дружину, пытались понять, не обманывают ли их при заборе желудочного сока. Герои Клугера пассивны абсолютно: «Кто-то сказал: „а может, написать мэру“, но этого предложения никто не поддержал… Все молчали, пряча друг от друга глаза». В образовавшемся смысложизненном и ценностном вакууме интеллигенция не обещает ничего, кроме бескомпромиссной борьбы за ненужные людям ценности, тогда как господин Лаомедонт хотя бы обещает крышу над головой, стабильный доход, «возможность пообедать и даже выпить на свою пенсию рюмку коньяка». Впрочем, бескомпромиссный Харон не согласился возглавить предвыборный штаб господина Лаомедонта. «Мещанин Стругацких у Клугера становится самым обычным жителем России. Он знает, что не может повлиять на эту власть и никогда не мог повлиять, и единственное, что ему остаётся — это как-нибудь приспособиться к очередной смене системы. Поэтому призывы интеллигенции на борьбу ради борьбы он воспринимает как явное издевательство». Финальный диалог Аполлона и Харона выносит приговор всему российскому диссидентству, ибо маленький человек хочет только одного: «чтобы вы и вам подобные не трогали нас».
Волгоградский писатель-фантаст Сергей Синякин в 2006 году выпустил повесть «Третье нашествие марсиан», действие которой происходит в иронически переиначенном литературном мире уэллсовской «Войны миров», однако сюжет повести Стругацких тоже упоминался.
В 2018 году драматический театр города Березники предпринял попытку представить «Второе нашествие марсиан» на театральных подмостках, постановку приурочивали к дню рождения Аркадия Стругацкого. Премьера (и одновременно открытие сезона) состоялась 13 и 14 октября; режиссёр — Тимур Насиров. Публику завлекали на спектакль необычными костюмами, световыми эффектами и летающей тарелкой, всего лишь на метр меньше размера сценического пространства. Режиссёр Т. Насиров объяснил причины своего обращения к сценической адаптации именно Стругацких: его привлёк стругацковский посыл, что земляне сами отдали захватчикам всё самое дорогое в обмен за возможность «не задумываться над сложными вопросами бытия». В окончательном варианте пьесы летающей тарелки показано не было, а спектакль, по отзыву рецензента Е. Симоновой, по стилю напоминал театральный капустник — «череда забавных миниатюр на злобу дня». Режиссёр отказался от демонстрации золотаря-алкоголика Минотавра, и на сцене «суматошный полицейский» Пандарей гонялся за несуществующим персонажем. Постановка вызвала противоречивую реакцию публики.

### Комментарии
1. ↑  Решение о публикации принимал заместитель главного редактора журнала «Байкал» Владимир Бараев. Он же лично привёз в Москву авторские экземпляры журнального издания[40].
2. ↑  Заместитель главного редактора журнала «Байкал» Владимир Бараев вспоминал, что после публикации «Второго нашествия марсиан» завотделом пропаганды В. И. Степаков устроил проработку первого секретаря Бурятского обкома партии А. У. Модогоева за то, что тот «напечатал московских евреев». В результате В. Бараев был снят с должности на заседании Бюро Бурятского обкома партии[50].
3. ↑  Расхождение между Стругацкими и Ефремовым на идейно-эстетической почве явно наметилось к концу 1966 года. Профессор И. А. Ефремов 19 декабря 1966 года прямо писал литературоведу А. Ф. Бритикову, что ему нравится идея «всыпать» Стругацким на совещании Совета по научной фантастике, ибо «братья увлеклись кафкианством». Напротив, письмо А. Н. Стругацкого Ефремову от 11 декабря, в котором сообщается о начале работы над «Гадкими лебедями», написано в лёгком, юмористическом тоне[52]. Аркадий Натанович 22 апреля 1967 года приглашался на празднование 60-летия И. А. Ефремова и вместе с Н. Берковой преподнёс юбиляру «антикварную французскую книгу-альбом с одетыми и неодетыми кисками» — коллективный подарок от Стругацких, Н. Берковой, А. Громовой, Е. Парнова и М. Емцева[53]. Впрочем, внешне сердечные отношения не влияли на усугубление разногласий. В письме Ефремова Бритикову от 24 августа 1967 года откровенно сказано, что он много дискутировал и с Лемом, и со Стругацкими, «но они никак не понимают, что негативное кафкианство — не то, что нужно». По мнению Ивана Антоновича, это признак того, что «они потеряли почву под ногами», и это «свойство еврейского ума»: «они не верят ничему и не имеют никакой позитивной программы, кроме того, что мир плох, а это и без них всякий знает!»[54]
4. ↑  Борис Стругацкий в офлайн-интервью (реплика 4 ноября 2011 года) пояснял, что «кровь — это жестоко и страшно, а желудочный сок — унизительно и стыдно»[1].
5. ↑  Опровержение так и не удалось опубликовать, текст, сохранившийся в архиве Стругацких, был впервые издан группой «Людены»[93].
6. ↑  Фамилии Файнбурга («известный социолог из Пермского политехнического») и Васильевой («Васильевой предложили в „Литературке“ написать о „ВНМ“») упоминаются в письме А. Н. Стругацкого брату от 29 января 1967 года[107]. Статья Васильевой упоминается в начале февраля как уже написанная, но, поскольку отпечатанный тираж журнала «Байкал» ещё не добрался до Москвы, рецензия задерживалась[108].
7. ↑  Точное определение мещанина представил А. Ф. Бритикову И. А. Ефремов в письме от 24 августа 1967 года. По утверждению Ивана Антоновича, мещанин — не тот, кто за свою работу (в оригинале слово подчёркнуто) хочет жить уютно и сытно, «с занавесочками и чистыми простынями — это и я хочу». «Мещанин — это тот, кто хочет, не имея на то права, получить за счёт ближнего побольше, чем ему надлежит, и снедаем чёрной завистью, если это не удаётся — отсюда и все его пакости»[54].
8. ↑  В переписке Стругацких Борис Натанович выражал удивление, что Бритиков не стал убирать из своей книги упоминания об опальных писателях и хвалил «Второе нашествие марсиан»[118]. Впрочем, А. Н. Стругацкий воспринял книгу крайне негативно (дословно: «Ну и бредятина. <…> Пишет ужасно, путаница у него несусветная, как теоретическая, так и фактическая»)[119]. Борис Стругацкий возражал, что главное в монографии, что она «не подлая»[120].
9. ↑  Комментарий Н. Мамаевой: «Артемида — это богиня-девственница и покровительница девичьей непорочности»[146].

### Первоиздания
- А. Стругацкий, Б. Стругацкий. Второе нашествие марсиан: Записки здравомыслящего: Фантаст. повесть : Рис. Г. Болдогоева // Байкал : Литературно-художественный и общественно-политический журнал. Орган Союза писателей Бурятской АССР. — 1967. — № 1. — С. 54—109.
- Стругацкий А. Н., Стругацкий Б. Н. Стажёры; Второе нашествие марсиан / Художник Г. Перкель. — М. : Молодая гвардия, 1968. — С. 15—119. — 400 с. — (Библиотека советской фантастики). — Пред. Р. Подольный («Борьба миров», с. 5—14).

### Первоисточники. Материалы к биографии
- В печать и в свет! Из истории инакомыслия. Интервью с Борисом Стругацким // Карта. — Рязань, 1997. — № 19—20. — С. 46—52.
- Неизвестные Стругацкие. Письма. Рабочие дневники. 1963—1966 гг. / сост. С. П. Бондаренко, В. М. Курильский. — Киев : НКП, 2009. — 637, [3] с. — (Миры братьев Стругацких). — ISBN 978-5-17-055670-0. — ISBN 978-966-339-788-7.
- Переписка Ивана Антоновича Ефремова / автор-составитель О. А. Ерёмина. — М. : Вече, 2016. — 1536 с. — ISBN 978-5-4444-4715-4.
- Стругацкие. Материалы к исследованию: письма, рабочие дневники. 1967—1971 гг. / Сост. С. П. Бондаренко, В. М. Курильский. — Волгоград : ПринТерра-Дизайн, 2013. — 736 с. — ISBN 978-5-98424-162-5.
- Стругацкий А., Стругацкий Б. Полное собрание сочинений в тридцати трёх томах / Составители: Светлана Бондаренко, Виктор Курильский, Юрий Флейшман. — Группа «Людены», 2016. — Т. 10: 1966. — 524 с.
- Стругацкий А., Стругацкий Б. Комментарии к пройденному // Полное собрание сочинений в тридцати трёх томах / Составители: Светлана Бондаренко, Виктор Курильский. — Группа «Людены», 2020. — Т. 31: 1997—2000. — С. 3—131. — 598 с.
- Стругацкий Б. Н. Интервью длиною в годы: по материалам офлайн-интервью / Сост. С. П. Бондаренко. — М. : АСТ, 2009. — 508 с. — (Миры братьев Стругацких). — ISBN 978-5-17-044777-0.

### Советские дискуссии о философской фантастике
- Белоусов А. Забывая о социальной обусловленности // Литературная газета. — 1969. — 22 октября.
- Брандис Е. Научная фантастика и моделирование мира будущего // Нева. — 1969. — № 2. — С. 198—206.
- Бритиков А. Ф. Отечественная научно-фантастическая литература (1917—1991 годы). — 2-е изд., испр. — СПб. : Борей-Арт, 2005. — Кн. 1: Научная фантастика — особый род искусства. — 308 с.
- Бурмакин Э. Надо мечтать! [Статья] // Томь : литературно-художественный и общественно-политический сборник Томской областной писательской организации Союза писателей РСФСР и Томской областной организации Союза журналистов СССР. — 1970. — С. 85—92.
- Васильева В. Новаторство ли это? // Литературная газета. — 1969. — 15 октября. — С. 6.
- Дроздов И. С самой пристрастной любовью // Огонёк. — 1969. — № 19 (2184) (8 мая). — С. 24—26.
- Зеркалов А. Долг мысли // Стругацкий А., Стругацкий Б. Жук в муравейнике. — Кишинёв : Лумина, 1983. — С. 3—12. — 588 с.
- Краснобрыжий И. Двуликая книга: фельетон : Рец.: [Стругацкий А., Стругацкий Б. Второе нашествие марсиан; Стажёры. — М.: Мол. гвардия, 1968. — 400 с.] // Журналист. — 1969. — № 3. — С. 56—57.
- Мажаев Ф., Зазерский Е. Литература и ратный подвиг // Советская Россия. — 1969. — 21 ноября.
- Парнов Е. И. Современная фантастика. — М. : Знание, 1968. — 98 с. — (Народный университет. Факультет литературы и искусства; 12).
- Пелехов П., Вологдин Ф. Рец. на н/ф повесть «Второе нашествие марсиан» // Молодой дальневосточник. — Хабаровск, 1966. — 18 июня.
- Подольный Р. Г. Борьба миров // Стругацкий А. и Стругацкий Б. Стажёры. — Второе нашествие марсиан. Фантастические повести. — М. : Молодая гвардия, 1968. — С. 5—14. — 400 с. — (Библиотека советской фантастики). — 100 000 экз.
- Ревич В. Полигон воображения // Фантастика 1969—1970: Сб. / Сост. Р. Подольный. — М. : Молодая гвардия, 1970. — С. 274—314. — 320 с. — (Фантастика. Приключения. Путешествия). — 100 000 экз.
- Ревич В. «Фантастика — это не жанр, это способ мыслить» // Перекрёсток утопий. Судьбы фантастики на фоне судеб страны. — М. : Институт востоковедения РАН, 1998. — С. 244—286. — 354 с. — ISBN 5-89282-092-0.
- Свининников В. Блеск и нищета «философской» фантастики // Журналист : журнал. — 1969. — № 9. — С. 46—48.
- Урбан А. А. От техники к человеку // Фантастика и наш мир. — Л. : Советский писатель, 1972. — С. 158—211. — 256 с.
- Файнбург З. Иллюзия простоты // Литературная газета. — 1969. — № 37 (4219) (10 сентября). — С. 4.

### Диссертации
- Бардасова Э. В. Концепция возможных миров в свете эстетического идеала писателей-фантастов А. и Б. Стругацких : диссертация … кандидата филологических наук : 10.01.01 / Научный руководитель: доктор филологических наук, профессор Нигматуллина Ю. Г.. — Казань, 1995. — 159 с.
- Кузнецова А. В. Рецепция творчества братьев Стругацких в критике и литературоведении : 1950—1990-е гг. : диссертация … кандидата филологических наук : 10.01.01. — Москва, 2004. — 248 с.
- Ланин Б. А. Русская литературная антиутопия XX в. : диссертация … доктора филологических наук : 10.01.02. — Москва, 1993. — 350 с.
- Неронова И. В. Художественный мир и его конструирование в творчестве А. Н. и Б. Н. Стругацких 1980-х годов : Специальность 10.01.01. — русская литература (филологические науки); Диссертация на соискание учёной степени кандидата филологических наук. — Ярославль : Ярославский государственный университет им. П. Г. Демидова, 2015. — 209 с.
- Тельпов Р. Е. Особенности языка и стиля прозы братьев Стругацких: диссертация …кандидата филологических наук: 10.02.01 : Место защиты: Моск. пед. гос. ун-т. — Москва, 2008. — 244 с.
- Фролов А. В. Трансформация мироощущения героя и автора в процессе творческой эволюции Аркадия и Бориса Стругацких («Далёкая Радуга» — «Улитка на склоне» — «Град обреченный») : Диссертация на соискание учёной степени кандидата филологических наук: 10.01.01. — Брянск, 2016. — 221 с.

### Монографии и статьи
- Амусин М. Далеко ли до будущего? // Нева : Орган Союза писателей РСФСР и Ленинградской писательской организации. — 1988. — № 2. — С. 153—160.
- Амусин М. Ф. Братья Стругацкие : очерк творчества. — Иерусалим : Бесэдер, 1996. — 187 с. — ISBN 965-7031-06-0.
- Арбитман Р.. Взлет и падение молодогвардейской фантастики. Горький Медиа (26 июня 2018). Дата обращения: 28 августа 2023.
- Борода Е. В. Научное и фантастическое в русской литературе: от XIX века до наших дней: учебно-методическое пособие. — Тамбов : Издательский дом ТГУ им. Г. Р. Державина, 2014. — 236 с.
- Борода Е. В., Варечкина  М. В., Жеребятьева И. М. Категория мещанства и ее осмысление в фантастике братьев Стругацких // Современная наука: проблемы, идеи, тенденции : Материалы Международной (заочной) научно-практической конференции / Гл. ред. А. И. Вострецов. — Нефтекамск : Научно-издательский центр «Мир науки», 2021. — С. 226—230. — 400 с.
- Бурцев Г. В. Специфика использования фантастического допущения в творчестве Р. Д. Брэдбери и А. Н. и Б. Н. Стругацких // Актуальные проблемы лингвистики и литературоведения : сборник материалов VI (XX) Международной конференции молодых учёных (г. Томск, 18—19 апреля 2019 г.) / под. ред. Е. О. Третьякова. — Томск : STT, 2020. — С. 286—288. — 384 с. — ISBN 978-5-93629-642-0.
- Быков Д. Л. Борис Стругацкий (1933—2012) // Советские писатели: [в 2 т.] / Дмитрий Быков. — М. : ПРОЗАиК, 2020. — Т. 2. — С. 408—429. — 479, [1] с. — 3000 экз. — ISBN 978-5-91631-299-7.
- Вайнштейн Г. С. Творчество братьев Стругацких и русская литература XIX — начала XX века (Пушкин, Достоевский, Булгаков) // Русская фантастика на перекрестье эпох и культур: Материалы Международной научной конференции 21-23 марта 2006 года. — М. : Издательство Московского университета, 2007. — С. 97—104. — 560 с. — 300 экз. — ISBN 978-5-211-05446-2.
- Васюченко И. Отвергнувшие воскресенье. (Заметки о творчестве Аркадия и Бориса Стругацких) // Знамя : Орган Союза писателей СССР. — 1989. — № 5 (май). — С. 216—225.
- Володихин Д. М., Прашкевич Г. М. Братья Стругацкие. — М. : Молодая гвардия, 2012. — 350 с. — (Жизнь замечательных людей, вып. 1331). — ISBN 978-5-235-03475-4.
- Геллер Л. Вселенная за пределом догмы: Размышления о советской научной фантастике. — Лондон : Overseas Publications Interchange Ltd, 1985. — 445 с. — ISBN 0-903868-58-X.
- Глэд Джон. Возрождение антиутопии в произведениях А. и Б. Стругацких // Новый журнал. — Нью-Йорк, 1970. — № 98 (март). — С. 144—152.
- Гомель И. Братья Стругацкие: поэтика цензуры // Каганская М., Бар-Селла З., Гомель И. Вчерашнее завтра. Книга о русской и нерусской фантастике. — М. : РГГУ, 2004. — С. 295—312. — 324 с. — 1500 экз. — ISBN 5-7281-0336-7.
- Громова А. Г. Стругацкие // Краткая литературная энциклопедия / Гл. ред. А. А. Сурков. — М. : Советская энциклопедия, 1972. — Т. 7: «Советская Украина» — Флиакки. — С. 227—228. — 1008 с.
- Дрябина О. В. Общество и человек : К проблеме отражения конфликта в русской фантастике // VIII Ручьёвские чтения. Изменяющаяся Россия в литературном дискурсе: исторический, теоретический и методологический аспекты (сборник трудов международной научной конференции) / редкол.: В. Ф. Романов (отв. ред.) и др.; сост., ред. М. М. Полехина. — Магнитогорск : Магнитогорский гос. университет, 2007. — С. 111—115. — 340 с. — 1000 экз. — ISBN 978-5-86781-517-2.
- Кайтох В. Братья Стругацкие / Пер. с пол. В. Борисова // Стругацкий А. Н., Стругацкий Б. Н. Собрание сочинений. В 11 т. — Донецк : Сталкер, 2003. — Т. 12, дополнительный. — С. 409—638. — 699 с. — ISBN 966-696-215-2.
- Каспэ И.. Смысл (частной) жизни, или Почему мы читаем Стругацких? Новое литературное обозрение, 2007, №6. Журнальный зал. Дата обращения: 24 сентября 2023.
- Ковтун Е. Н. Художественный вымысел в литературе XX века : учебное пособие для студентов, обучающихся по направлению 031000 и специальности 031001 «Филология». — М. : Высш. шк., 2008. — 405, [1] с. — ISBN 978-5-06-005661-7.
- Комиссаров В. В. От «желающих странного» до «выродков»: трансформация образа интеллигенции в творчестве А. Н. и Б. Н. Стругацких // Интеллигенция и мир. Российский междисциплинарный журнал социальногуманитарных наук. — 2008. — № 3. — С. 96—107.
- Лемхин М. А. Несколько слов о повести, написанной 20 лет назад // Континент. — 1985. — № 44. — С. 289—302.
- Лемхин М. Три повести братьев Стругацких // Грани. Франкфурт : Журнал литературы, искусства, науки и общественно-политической мысли. — 1986. — № 139. — С. 92—119.
- Милославская В. В. Творчество А. и Б. Стругацких в контексте эстетических стратегий постмодернизма: монография. — Ставрополь : Изд-во СКФУ, 2014. — 157 с. — ISBN 978-5-88648-912-5.
- Минералов Ю. И. Стругацкий Аркадий Натанович (1925—1991). Стругацкий Борис Натанович (р. 1933) // Русские детские писатели XX века : Биобиблиографический словарь. — М. : Флинта, Наука, 1997. — С. 427—430. — 504 с. — 5000 экз. — ISBN 5-89349-010-X. — ISBN 5-02-011304-2.
- Поляков П. Б. Стругацкие: взгляд со стороны. Эволюция произведений при переиздании. — Омск : Частный издатель Дмитрий Сорокин, 2018. — 396 с.
- Работнов Н. С.. Никелируем золото  О литературных вариациях на темы литературной классики. Журнал «Знамя», №2 (2006). Дата обращения: 9 ноября 2023.
- Самохвалова В. И. Масскульт и маленький человек // Философские науки. — 2001. — № 1. — С. 55—66.
- Скаландис А. Братья Стругацкие. — М. : АСТ, 2008. — 702 с. — ISBN 978-5-17-052684-0.
- Сувин Д. Творчество братьев Стругацких / перевела Алла Кузнецова // Lib.ru/Фантастика. — 2009. — Suvin Darko. The Literary Opus of the Strugatskii Brothers // Canadian-American Slavic Studies, VIII, 3 (Fall 1974), P. 454—463.
- Уставщикова В. А. Повесть А. и Б. Стругацких «Второе нашествие марсиан» в контексте предшественников: Г. Уэллс, Л. Лагин // XIX Нижегородская сессия молодых учёных: гуманитарные науки [сессия посвящена 300-летию со дня основания Нижегородской губернии: доклады] / Отв. за вып. И. А. Зверева. — Княгинино : НГИЭИ, 2014. — С. 133—135. — 264 с.
- Чернышёва Т. А. Утопия и её эволюция в XX в. На примере творчества А. и Б. Стругацких // Canadian-American Slavic Studies. — 1984. — Vol. 18, no. 1—2. — С. 76—84.
- Черняховская Ю. Братья Стругацкие: письма о будущем. — М. : Книжный мир, 2016. — 384 с. — ISBN 978-5-8041-0878-7.
- Черняховская Ю. С. «Большая тройка» советской художественной футурологии. Политико-философское осмысление проблем культурного суверенитета, культурно-цивилизационной интеграции и формирования идеалов будущего в произведениях И. Ефремова, А. Казанцева, А. и Б. Стругацких : компаративный анализ. — М. : Институт Наследия, 2022. — 380 с. — ISBN 978-5-86443-392-8.